# Zahnradbahn Stuttgart
| |                                                                 |                                |                                |
| Kursbuchstrecke: | keine ex 282c (1914) ex 329 (1939) ex 319 (1944) ex 327g (1946) |                                |                                |
| Streckenlänge: | 2,2 km                                                          |                                |                                |
| Spurweite: | 1000 mm (Meterspur)                                             |                                |                                |
| Stromsystem: | 750 (ursprünglich 600) Volt =                                   |                                |                                |
| Maximale Neigung: | Betriebsstrecke 200 ‰, Linienweg: 178 ‰                         |                                |                                |
| |                                                                 |                                |                                |
| \| \| \| Übergang zur Stadtbahn \| \| \| \| 0,0 \| Marienplatz \| 266 m ü. NN \| \| \| \| Filderstraße (ehemalige B 14) \| \| \| \| \| Filderbahnhof (heute Depot) \| 272 m \| \| \| \| Liststraße \| \| \| \| \| \| \| \| \| 0,2 \| Liststraße \| 295 m \| \| \| \| Pfaffenweg \| \| \| \| \| Alte Weinsteige \| \| \| \| 0,7 \| Pfaffenweg \| 353 m \| \| \| 1,0 \| Wielandshöhe \| 392 m \| \| \| \| Auf dem Haigst \| \| \| \| 1,3 \| Haigst \| 430 m \| \| \| \| Kauzenhecke \| \| \| \| \| Neue-Weinsteige-Linie und B 27 \| \| \| \| 1,7 \| Nägelestraße (bergwärts) \| 473 m \| \| \| \| Nägelestraße \| \| \| \| 1,7 \| Nägelestraße (talwärts) \| 473 m \| \| \| \| Jahnstraße/Karl-Pfaff-Straße \| \| \| \| 1,9 \| Zahnradbahnhof \| 471 m \| \| \| \| Heuglinweg \| \| \| \| \| Epplestraße \| \| \| \| 2,2 \| Degerloch \| 470 m \| \| \| \| Übergang zur Stadtbahn \| \| |                                                                 |                                |                                |
| |                                                                 | Übergang zur Stadtbahn         |                                |
| U-Bahn-Kopfbahnhof Streckenanfang | 0,0                                                             | Marienplatz                    | 266 m ü. NN                    |
| U-Bahn-Kreuzung geradeaus oben (Querstrecke außer Betrieb) |                                                                 | Filderstraße (ehemalige B 14)  | Filderstraße (ehemalige B 14)  |
| U-Bahn-Strecke · U-Bahn-Betriebs-/Güterbahnhof Streckenanfang |                                                                 | Filderbahnhof (heute Depot)    | 272 m                          |
| U-Bahn-Bahnübergang · U-Bahn-Bahnübergang |                                                                 | Liststraße                     | Liststraße                     |
| |                                                                 |                                |                                |
| U-Bahn-Haltepunkt / Haltestelle | 0,2                                                             | Liststraße                     | 295 m                          |
| U-Bahn-Bahnübergang |                                                                 | Pfaffenweg                     | Pfaffenweg                     |
| U-Bahn-Bahnübergang |                                                                 | Alte Weinsteige                | Alte Weinsteige                |
| U-Bahn-Haltepunkt / Haltestelle | 0,7                                                             | Pfaffenweg                     | 353 m                          |
| U-Bahn-Bahnhof | 1,0                                                             | Wielandshöhe                   | 392 m                          |
| U-Bahn-Bahnübergang |                                                                 | Auf dem Haigst                 | Auf dem Haigst                 |
| U-Bahn-Haltepunkt / Haltestelle | 1,3                                                             | Haigst                         | 430 m                          |
| U-Bahn-Bahnübergang |                                                                 | Kauzenhecke                    | Kauzenhecke                    |
| U-Bahn-Kreuzung geradeaus oben (Querstrecke außer Betrieb) |                                                                 | Neue-Weinsteige-Linie und B 27 | Neue-Weinsteige-Linie und B 27 |
| U-Bahn-Haltepunkt / Haltestelle | 1,7                                                             | Nägelestraße (bergwärts)       | 473 m                          |
| U-Bahn-Bahnübergang |                                                                 | Nägelestraße                   | Nägelestraße                   |
| U-Bahn-Haltepunkt / Haltestelle | 1,7                                                             | Nägelestraße (talwärts)        | 473 m                          |
| U-Bahn-Bahnübergang |                                                                 | Jahnstraße/Karl-Pfaff-Straße   | Jahnstraße/Karl-Pfaff-Straße   |
| U-Bahn-Haltepunkt / Haltestelle | 1,9                                                             | Zahnradbahnhof                 | 471 m                          |
| U-Bahn-Bahnübergang |                                                                 | Heuglinweg                     | Heuglinweg                     |
| U-Bahn-Bahnübergang |                                                                 | Epplestraße                    | Epplestraße                    |
| U-Bahn-Kopfbahnhof Streckenende | 2,2                                                             | Degerloch                      | 470 m                          |
| |                                                                 | Übergang zur Stadtbahn         |                                |

Die Zahnradbahn Stuttgart wurde am 23. August 1884 eröffnet und verbindet den Marienplatz in Stuttgart-Süd, also das Stadtzentrum im Tal, mit Degerloch auf der Filderebene. Sie ist meterspurig nach dem System Riggenbach gebaut und wird von der Stuttgarter Straßenbahnen AG (SSB) mit dem Fahrzeugtyp ZT 4.2 betrieben. Im Volksmund wird die Bahn Zacke oder Zacketse genannt, sie gilt als Stuttgarter Wahrzeichen.
Neben der Zugspitzbahn, der Wendelsteinbahn und der Drachenfelsbahn ist sie eine von nur noch vier Zahnradbahnen in Deutschland. Als einzige dient sie dabei nicht vorwiegend touristischen Zwecken, sondern dem regulären öffentlichen Personennahverkehr (ÖPNV). Die Stuttgarter Zahnradbahn ist deshalb seit 31. Mai 1959 auch in das Liniennummernsystem der SSB integriert, zunächst als Linie 30, seit der Einführung des Verkehrs- und Tarifverbunds Stuttgart (VVS) am 1. Oktober 1978 als Linie 10. Rechtlich gesehen handelt es sich heute um eine Straßenbahn gemäß der Straßenbahn-Bau- und Betriebsordnung (BOStrab). Die beiden Endstationen Marienplatz und Degerloch bieten eine Umsteigemöglichkeit in die Stadtbahn.
Als Besonderheit besitzt die Stuttgarter Strecke eine tiefliegende Zahnstange, da sie ursprünglich vorwiegend direkt im Straßenplanum verlief, ähnlich einer Straßenbahn. Somit liegt die Zahnstange nicht höher als die Oberkante der Fahrschienen. Andere Zahnradbahnen weisen üblicherweise nach Möglichkeit eine hochliegende Zahnstange auf. Dabei ist das Hauptzahnrad so hoch angeordnet, dass sich seine Unterkante etwas über der Höhe der normalen Fahrschienen befindet. Der Vorteil der hochliegenden Zahnstange liegt darin, dass solche Zahnradbahnfahrzeuge auch gewöhnliche Weichen ohne Zahnstange befahren können. Dadurch lassen sich diese ohne den aufwändigen Einbau der Zahnstange nutzen. Ebenso kann auf relativ flach geneigten Vor- oder Zwischenabschnitten auf die Zahnstange verzichtet werden. Außerdem könnten die Fahrzeuge theoretisch auf angrenzende Strecken übergehen, die im Reibungsbetrieb befahren werden, was betrieblich von Vorteil, in Stuttgart aber nicht möglich ist.

## Streckenbeschreibung

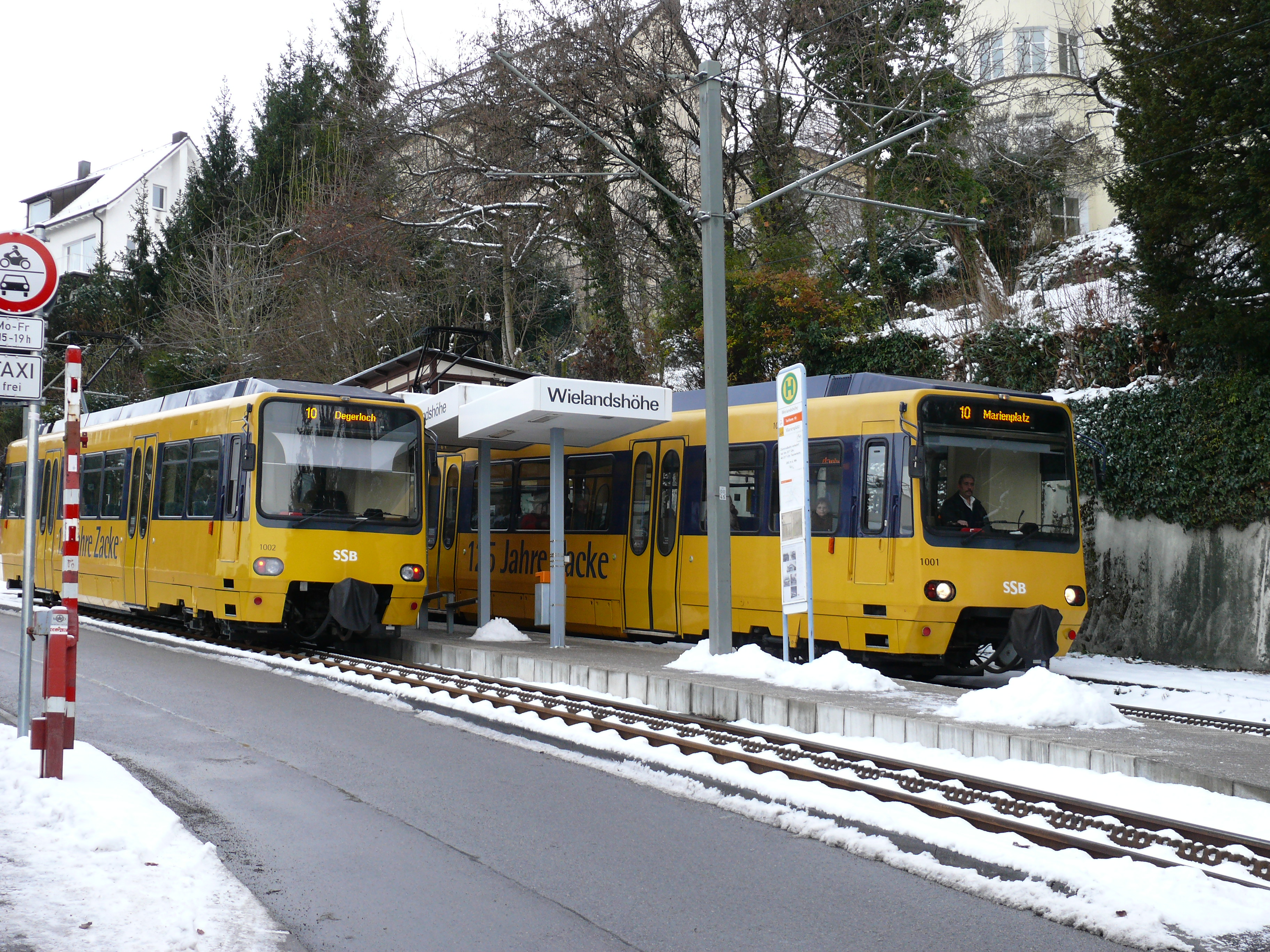
Ausweiche Wielandshöhe

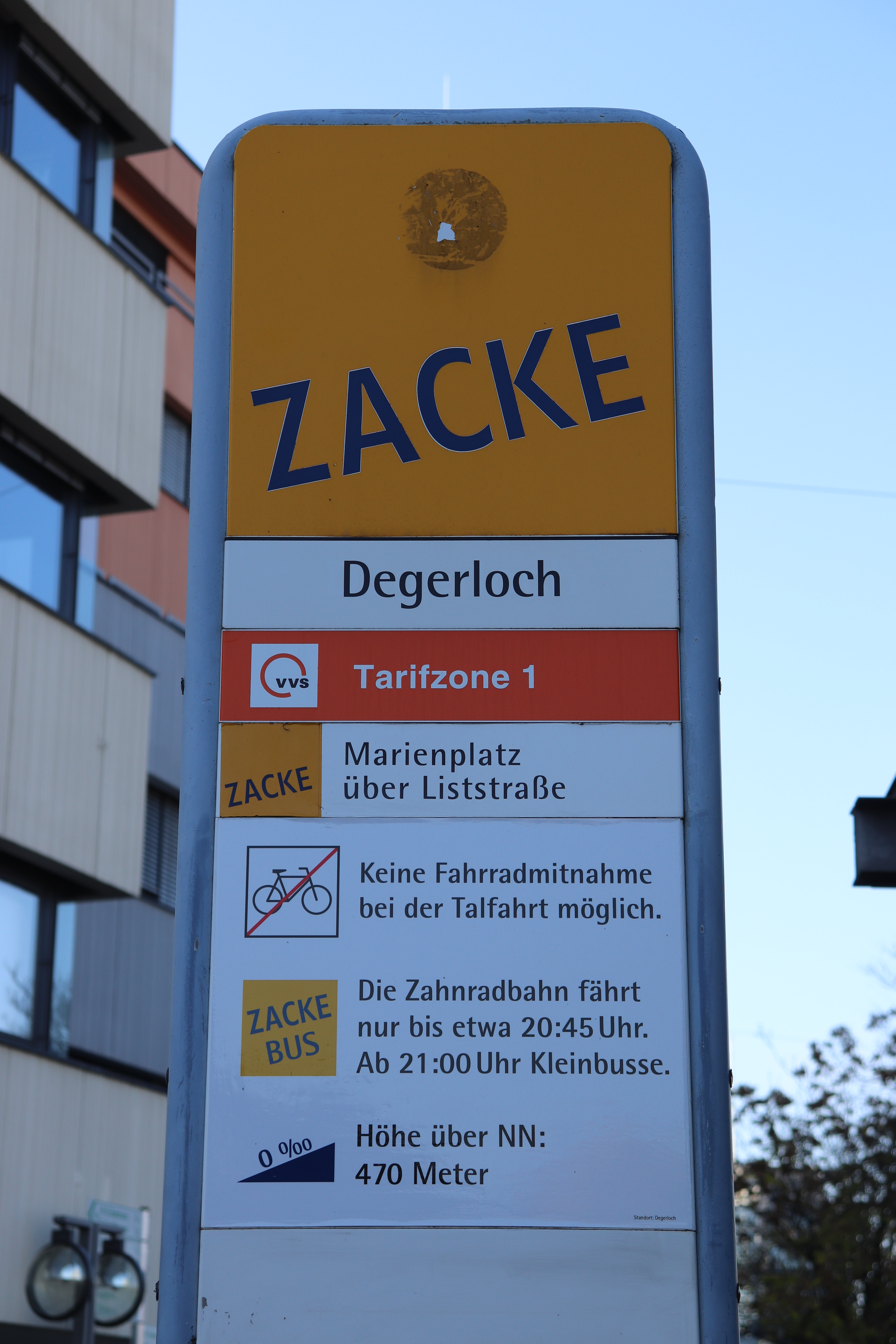
Haltestellenschild der Zahnradbahn

Die Strecke beginnt heute auf dem Marienplatz im Stadtbezirk Süd. Unmittelbar nach der Abfahrt überquert die Zahnradbahn die Filderstraße und führt auf eigenem Bahnkörper bergauf zur Kreuzung der Alten Weinsteige mit der Liststraße. Dort trifft die Strecke auf die alte Trassierung (1884 bis 1936) der Filderbahn-Gesellschaft, die heute nur noch Betriebsstrecke von und zum Depot ist. Dieses ist in der früheren Talstation, dem sogenannten Filderbahnhof, untergebracht. Ab der Liststraße verläuft die Zahnradbahn größtenteils entlang der Alten Weinsteige, der historischen Hauptstraße, auf die Filderebene.
Auf den ersten 1,7 Kilometern Streckenlänge ab Marienplatz werden 207 Höhenmeter (266 Meter bis 473 Meter über Normalnull) überwunden, auf den letzten 500 Metern fällt sie um drei Höhenmeter ab. Die maximale Steigung beträgt 17,8 Prozent (zwischen den Haltestellen Liststraße und Pfaffenweg), auf der Betriebsstrecke zum Depot 20,0 Prozent. Zwischen dem Pfaffenweg, der Wielandshöhe, wo sich das gleichnamige Sternerestaurant von Vincent Klink befindet, und dem Haigst bietet sich ein Panoramablick auf die Innenstadt im Stuttgarter Talkessel.
Die Strecke der Zahnradbahn ist durchgehend eingleisig, lediglich an der Haltestelle Wielandshöhe besteht eine Ausweiche, die im Linksverkehr benutzt wird, dazu ein ehemaliges Stellwerk aus dem Jahr 1957, das bis 1983 örtlich besetzt war. Die Bahnsteige der Haltestellen Liststraße, Haigst, Nägelestraße und Degerloch sind bergauf gesehen auf der linken Seite, die der Haltestellen Marienplatz, Pfaffenweg und Zahnradbahnhof auf der rechten Seite. Die Kreuzungsstation Wielandshöhe besitzt einen Mittelbahnsteig. An der Haltestelle Nägelestraße, zugleich Kulminationspunkt der Strecke, stehen zwei nach Fahrtrichtung getrennte Bahnsteige zur Verfügung, die durch einen Bahnübergang voneinander getrennt sind. Die Zahnradbahn fährt überwiegend auf einem eigenen Gleiskörper mit Vignolschienen; lediglich im Bereich der Bahnübergänge, einiger Haltestellen und der Grundstückszufahrten werden Rillenschienen verwendet. Die betriebliche Höchstgeschwindigkeit beträgt 30 km/h.

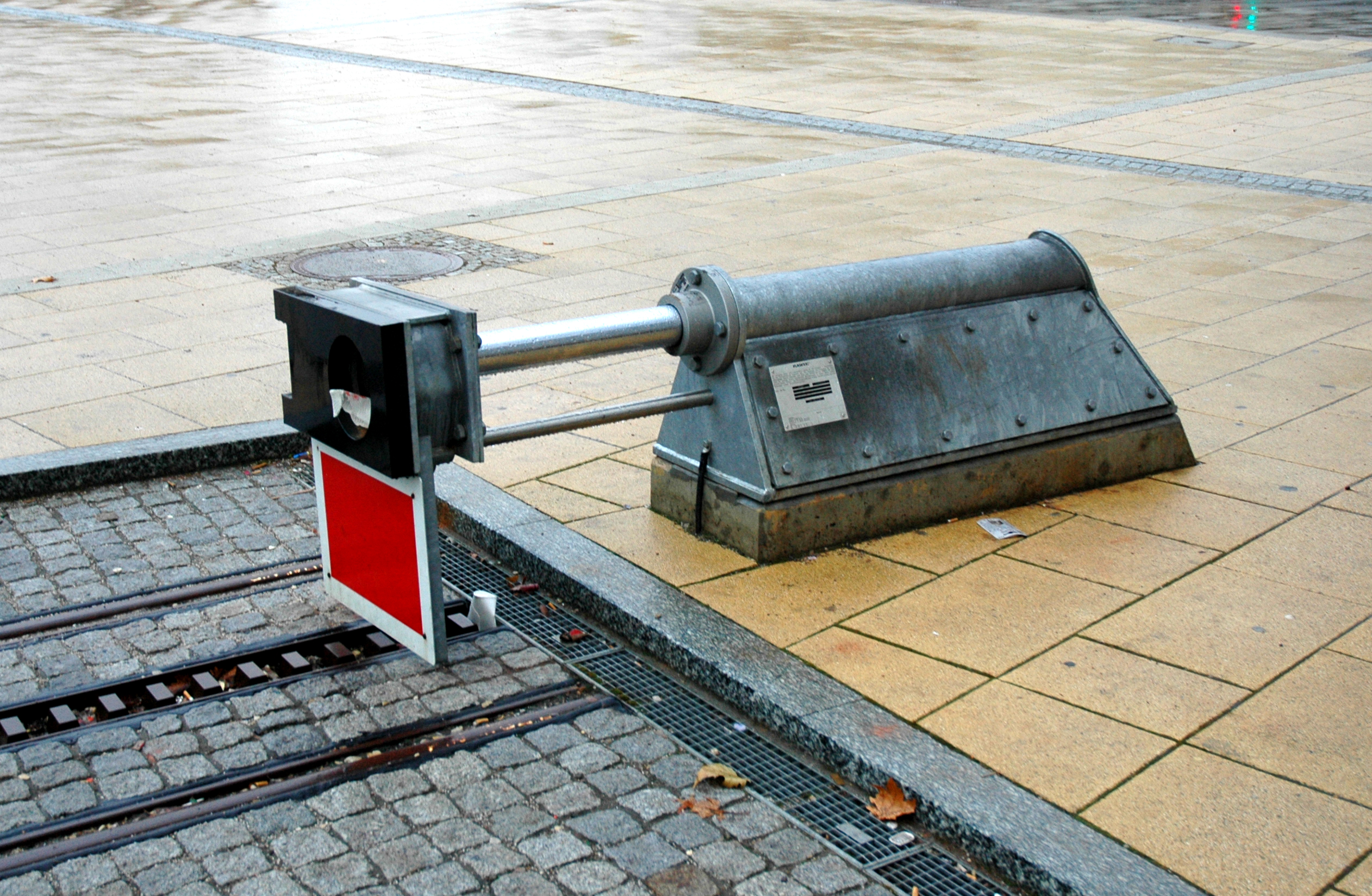
Prellbock an der Endhaltestelle Marienplatz
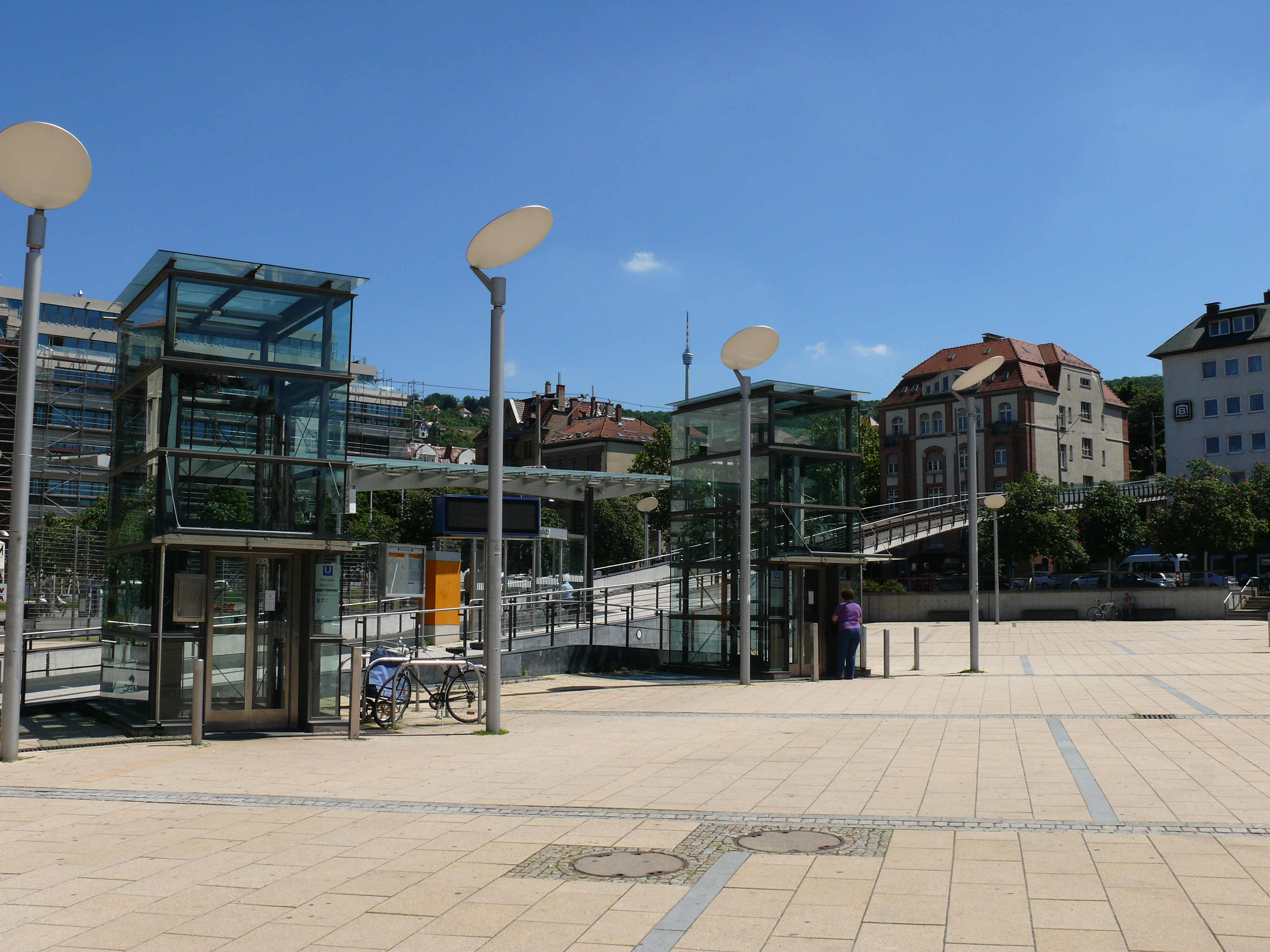
Endhaltestelle Marienplatz
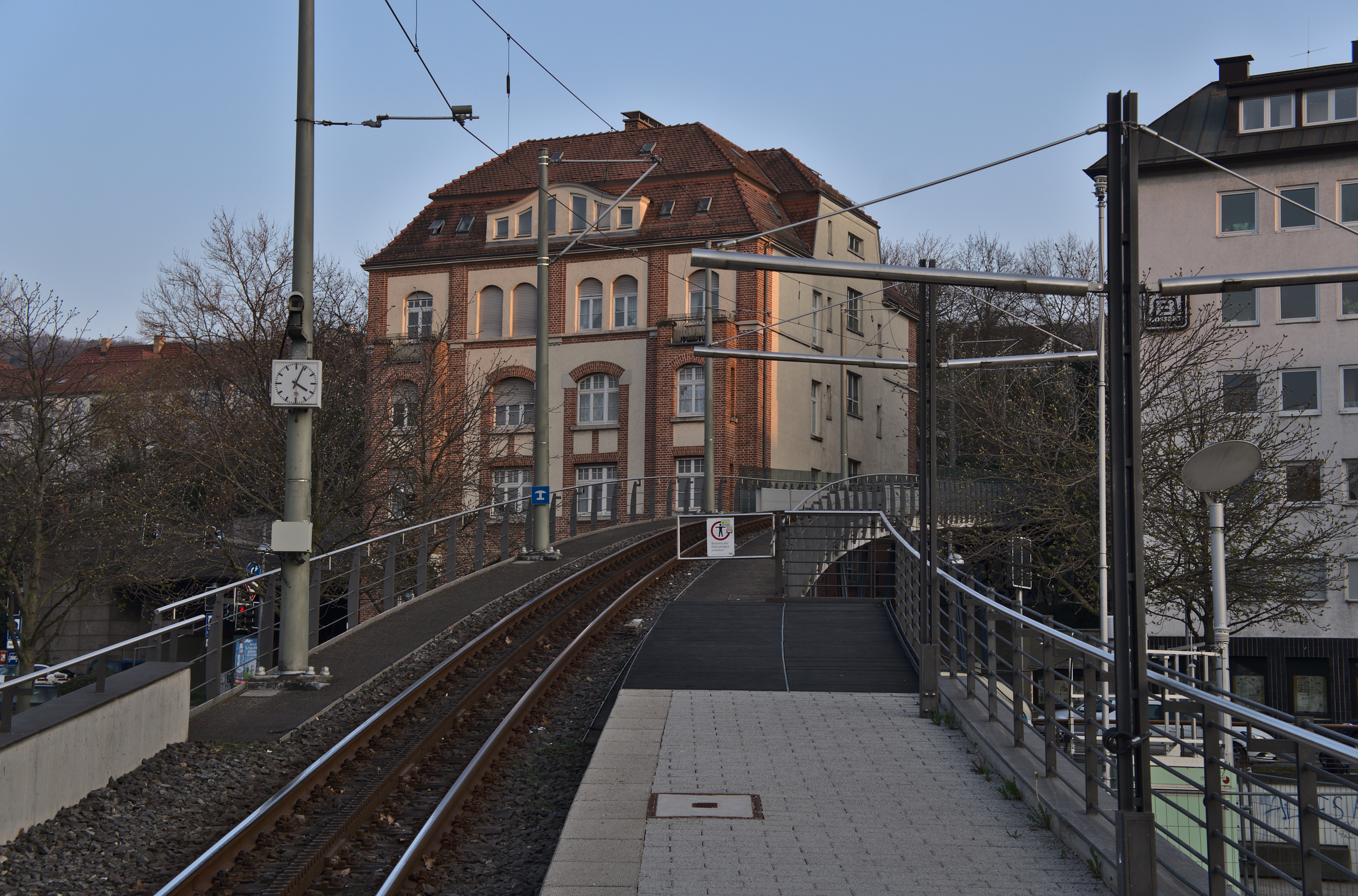
Brücke am Marienplatz
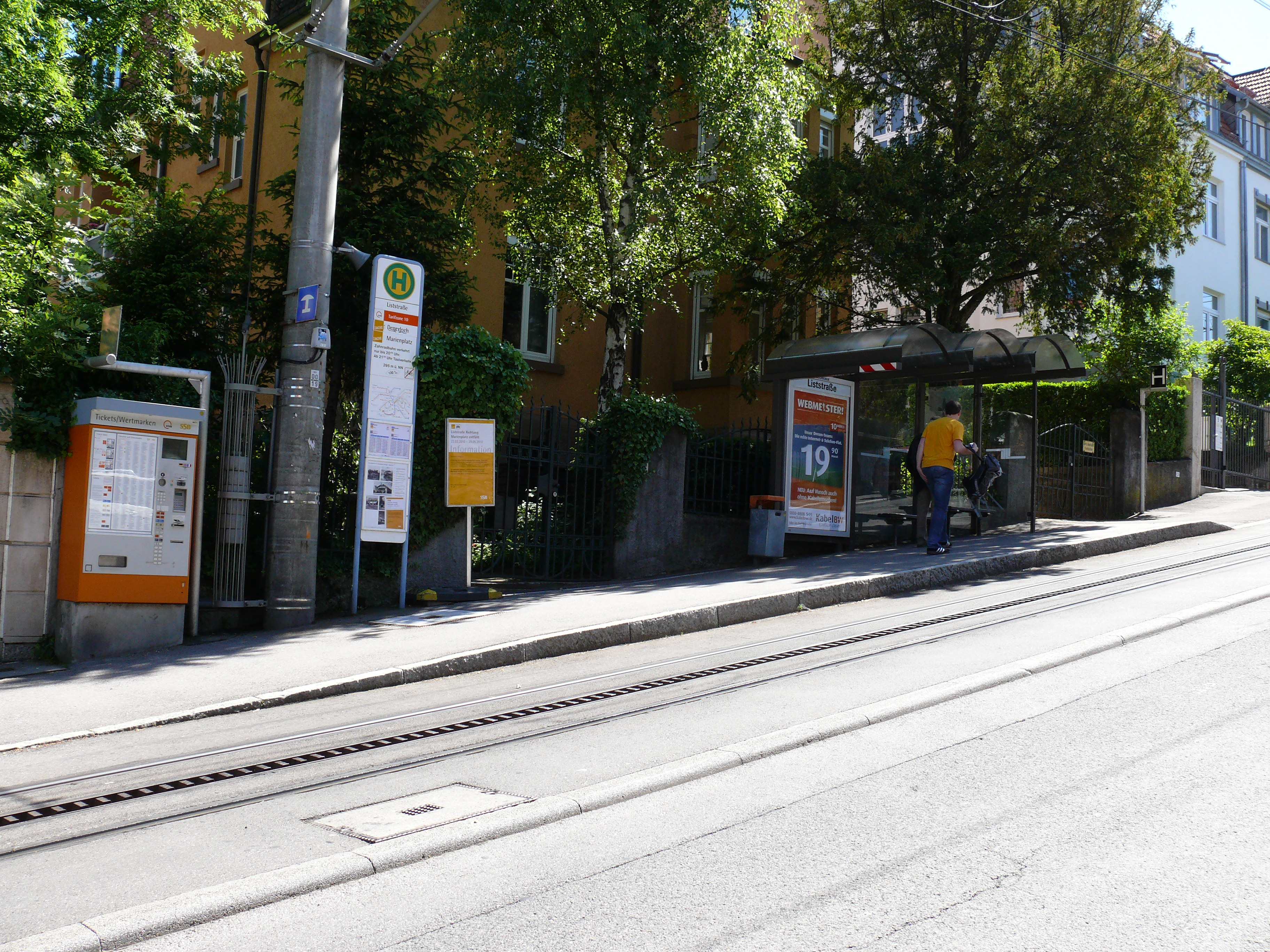
Haltestelle Liststraße
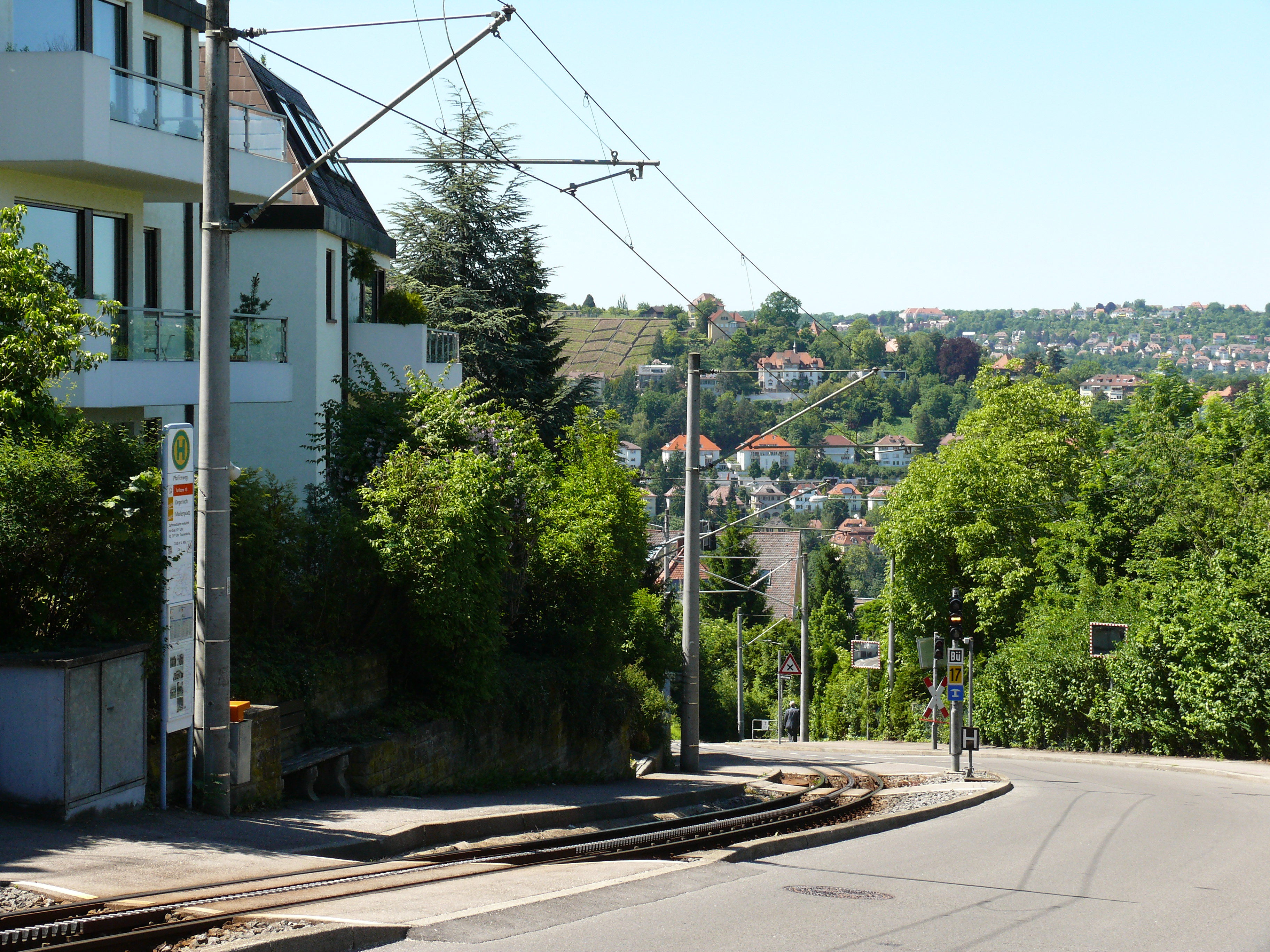
Haltestelle Pfaffenweg
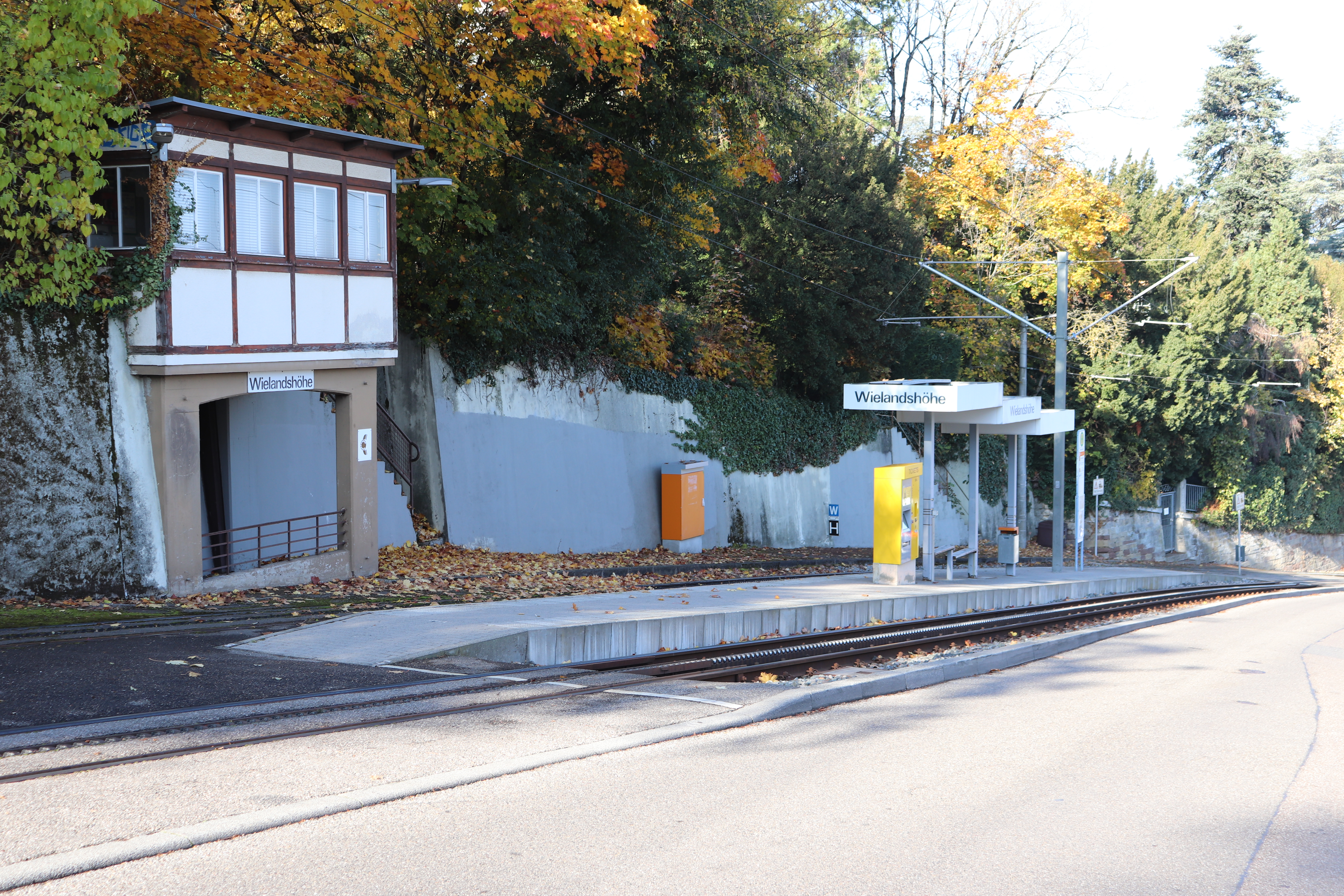
Kreuzungshaltestelle Wielandshöhe mit ehemaligem Stellwerk
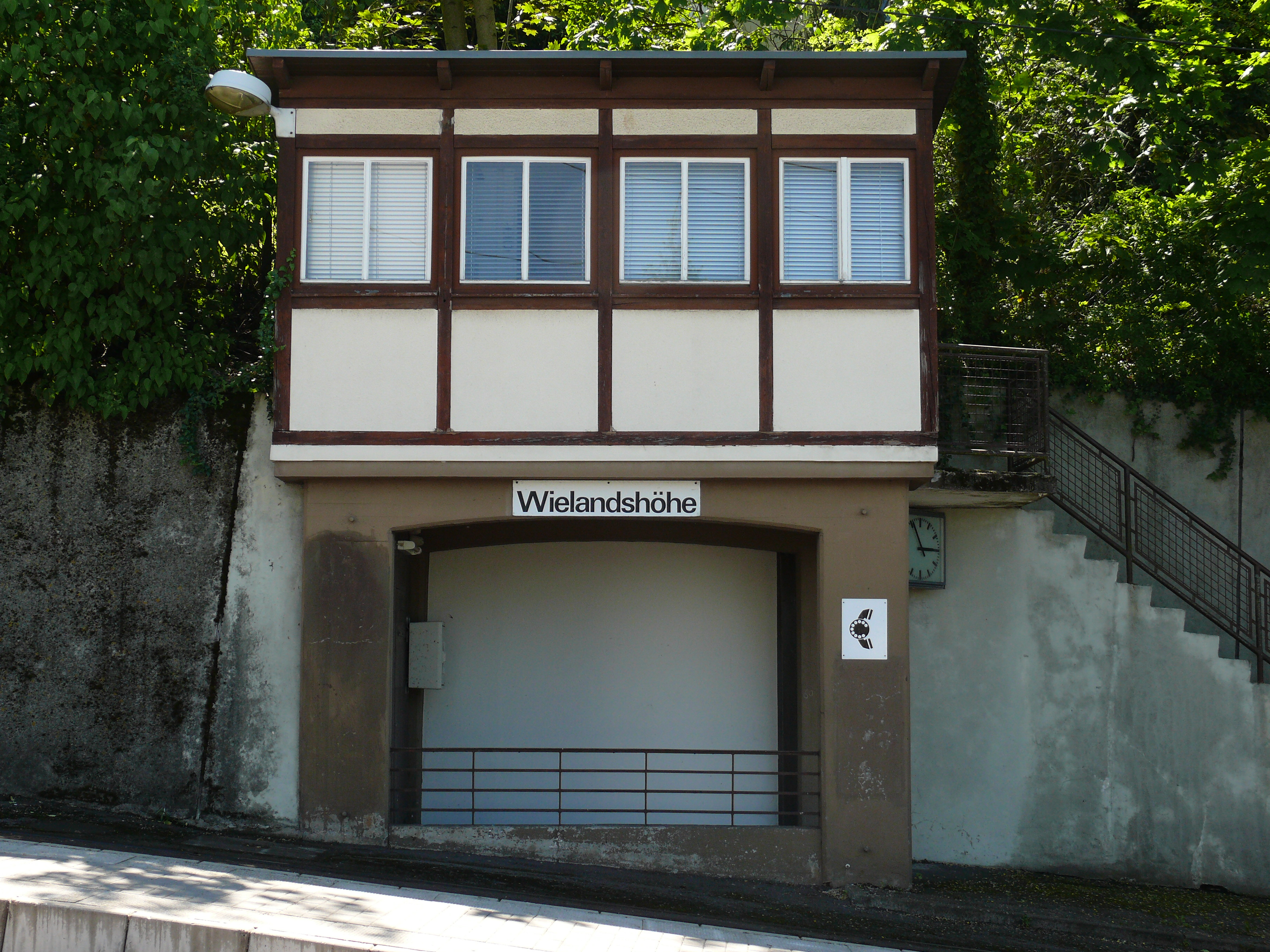
Detailansicht des Stellwerks
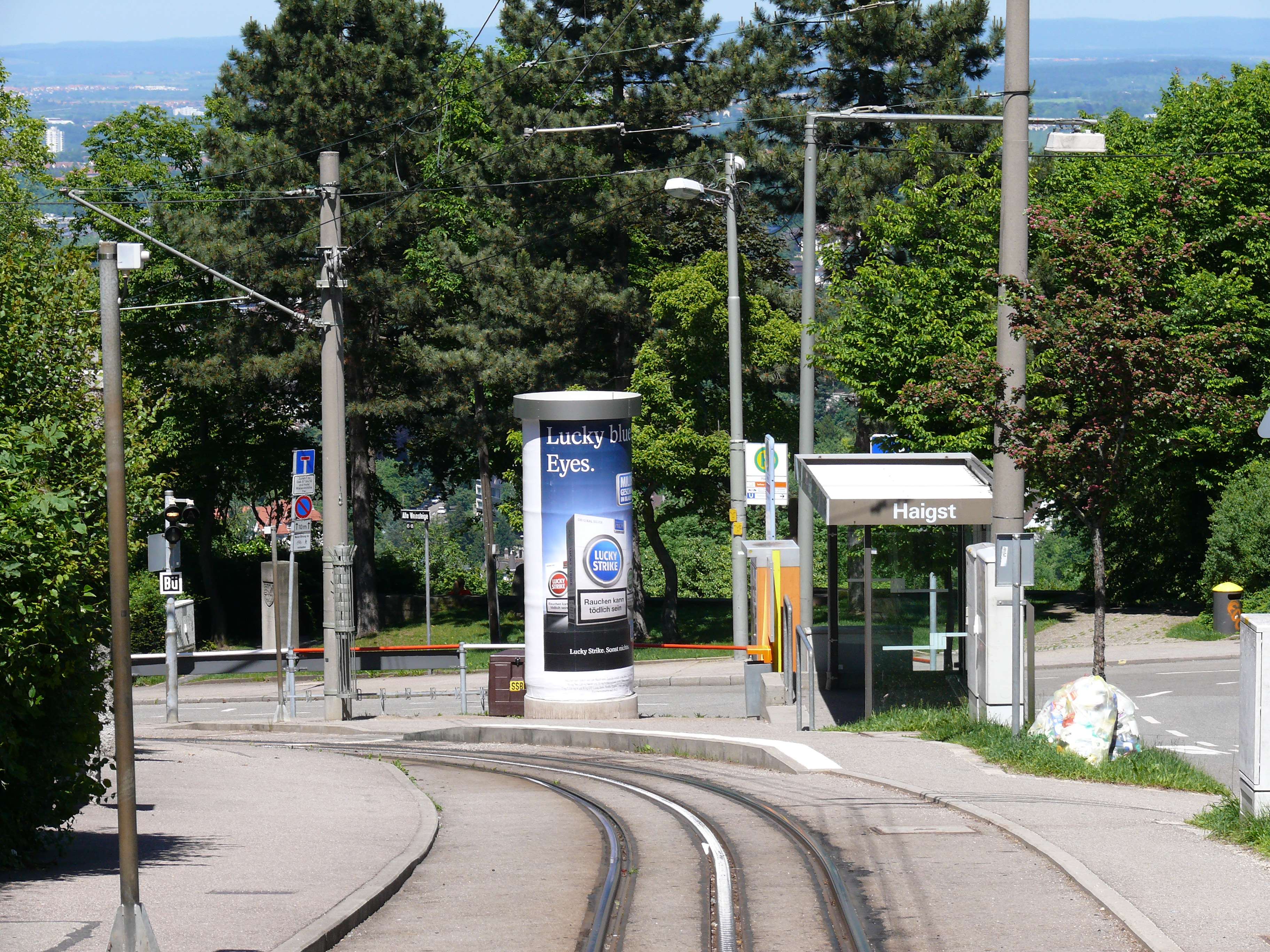
Haltestelle Haigst
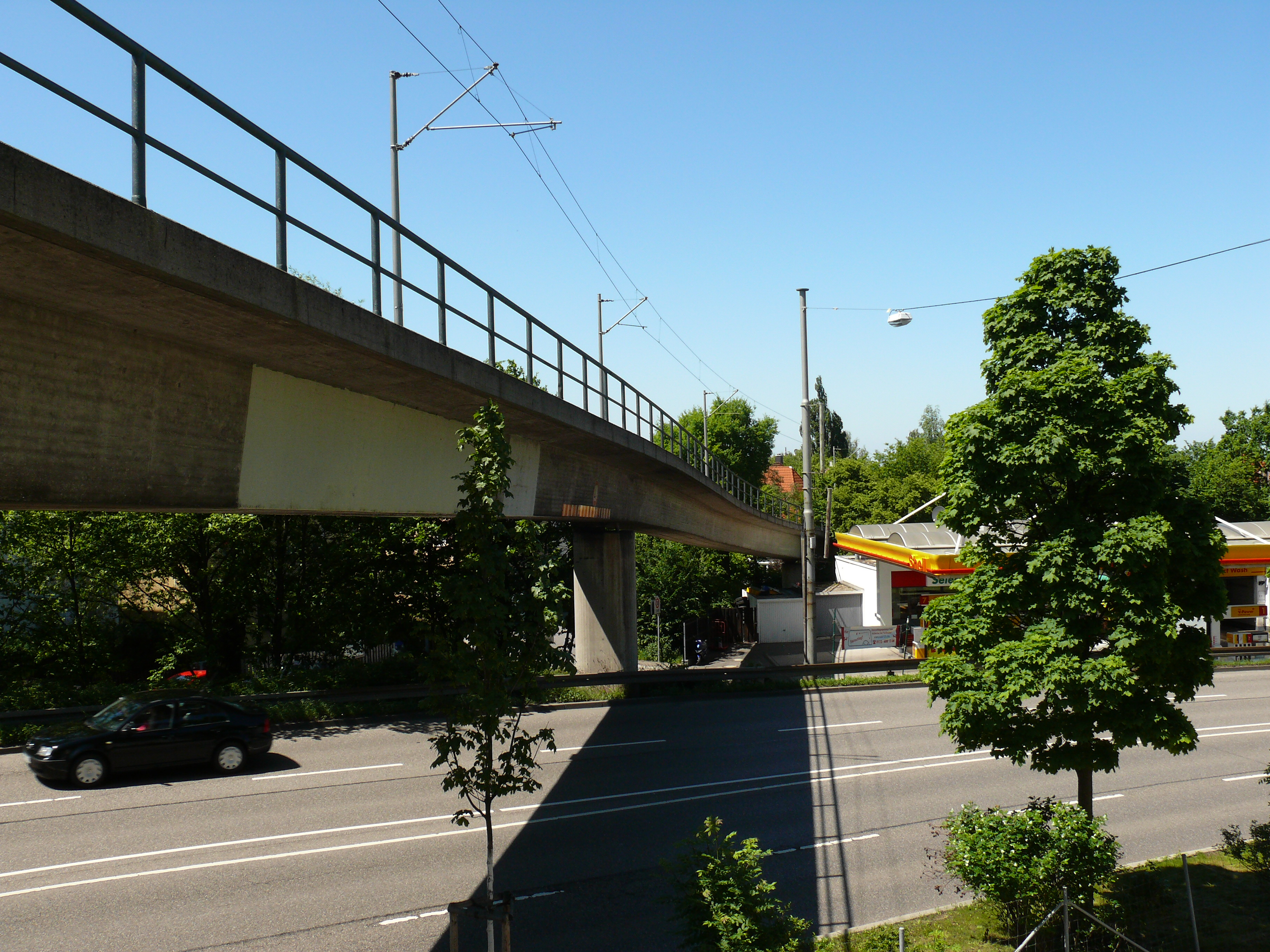
Brücke über die Neue Weinsteige
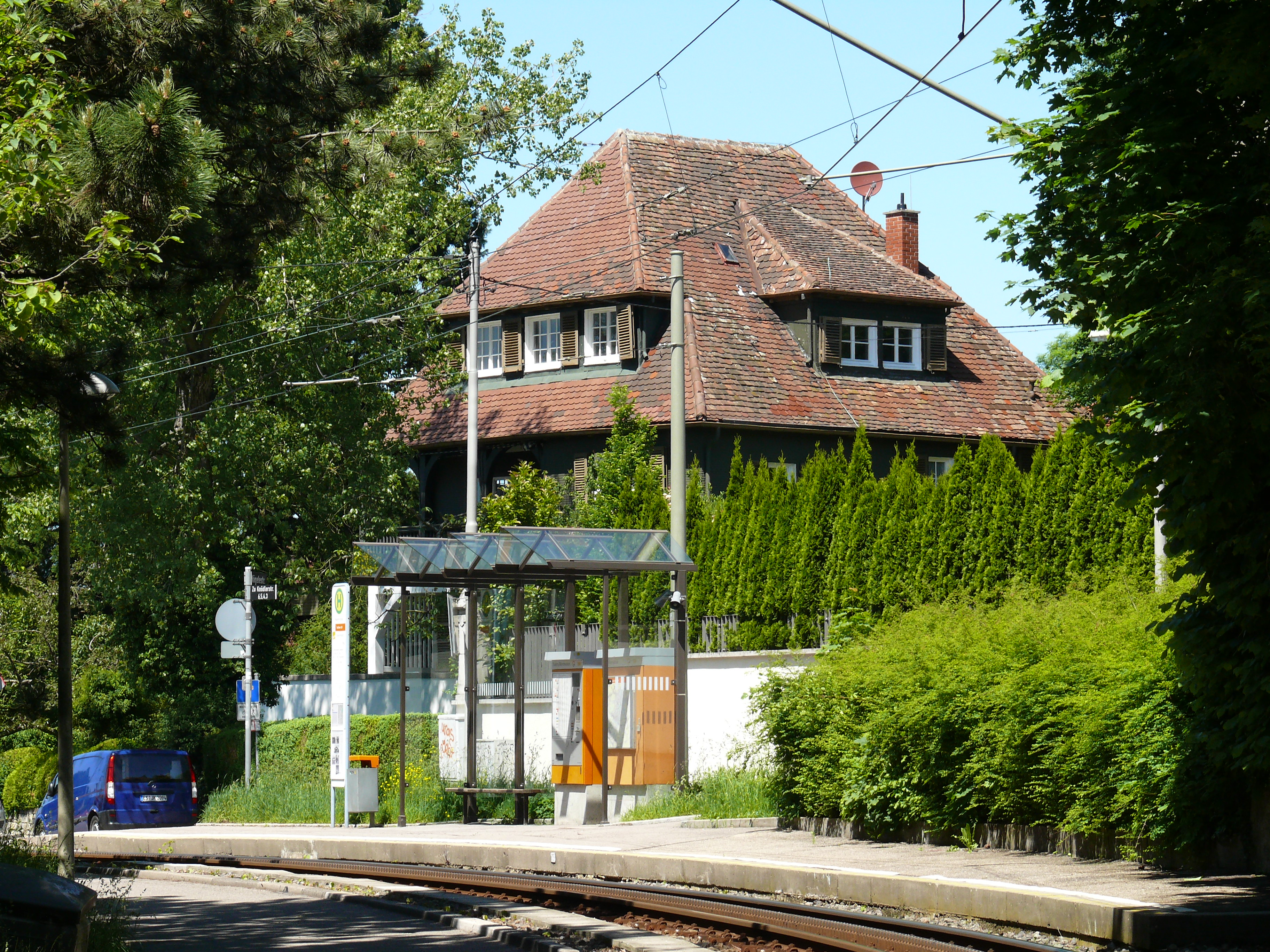
Haltestelle Nägelestraße
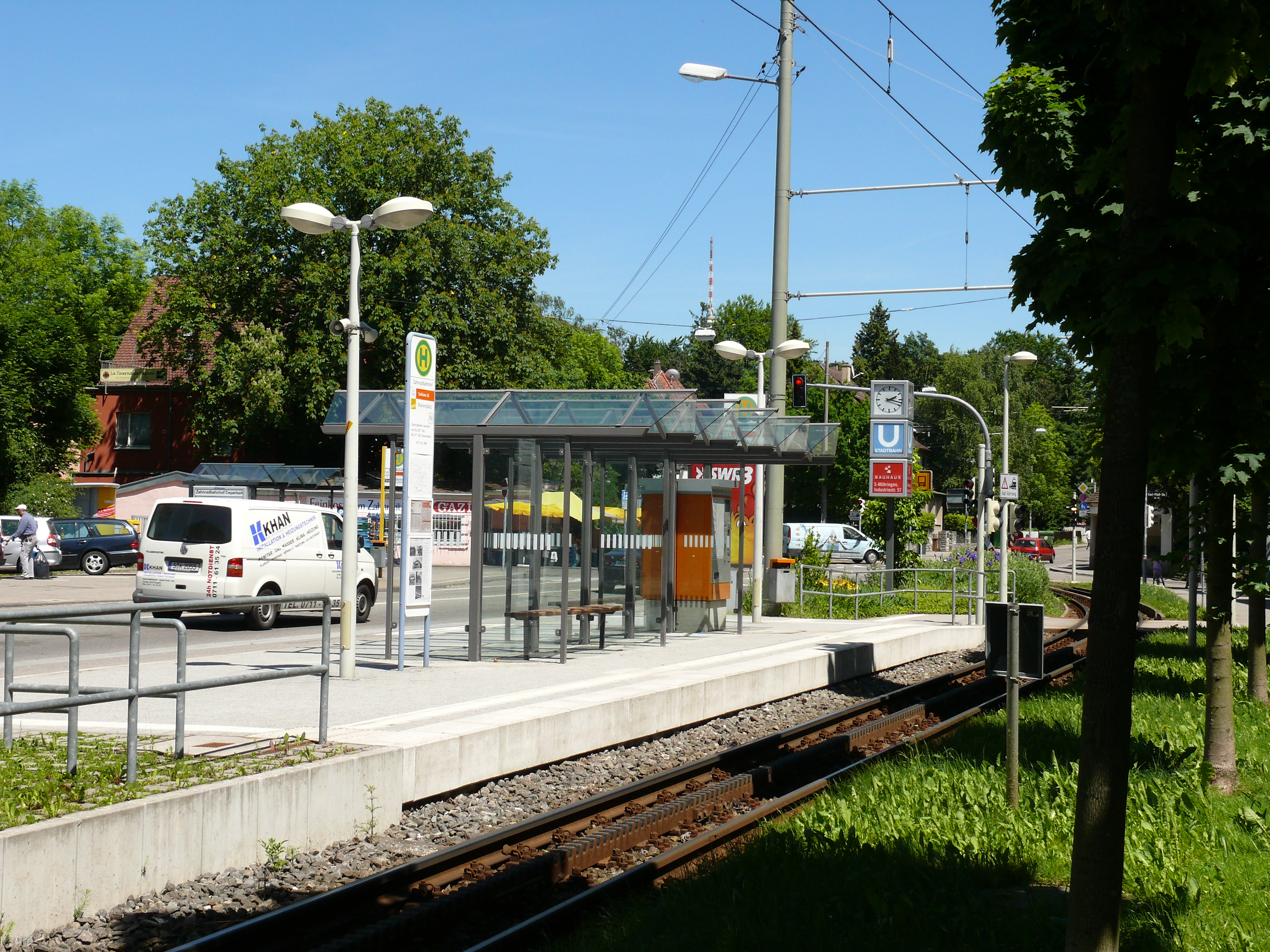
Haltestelle Zahnradbahnhof
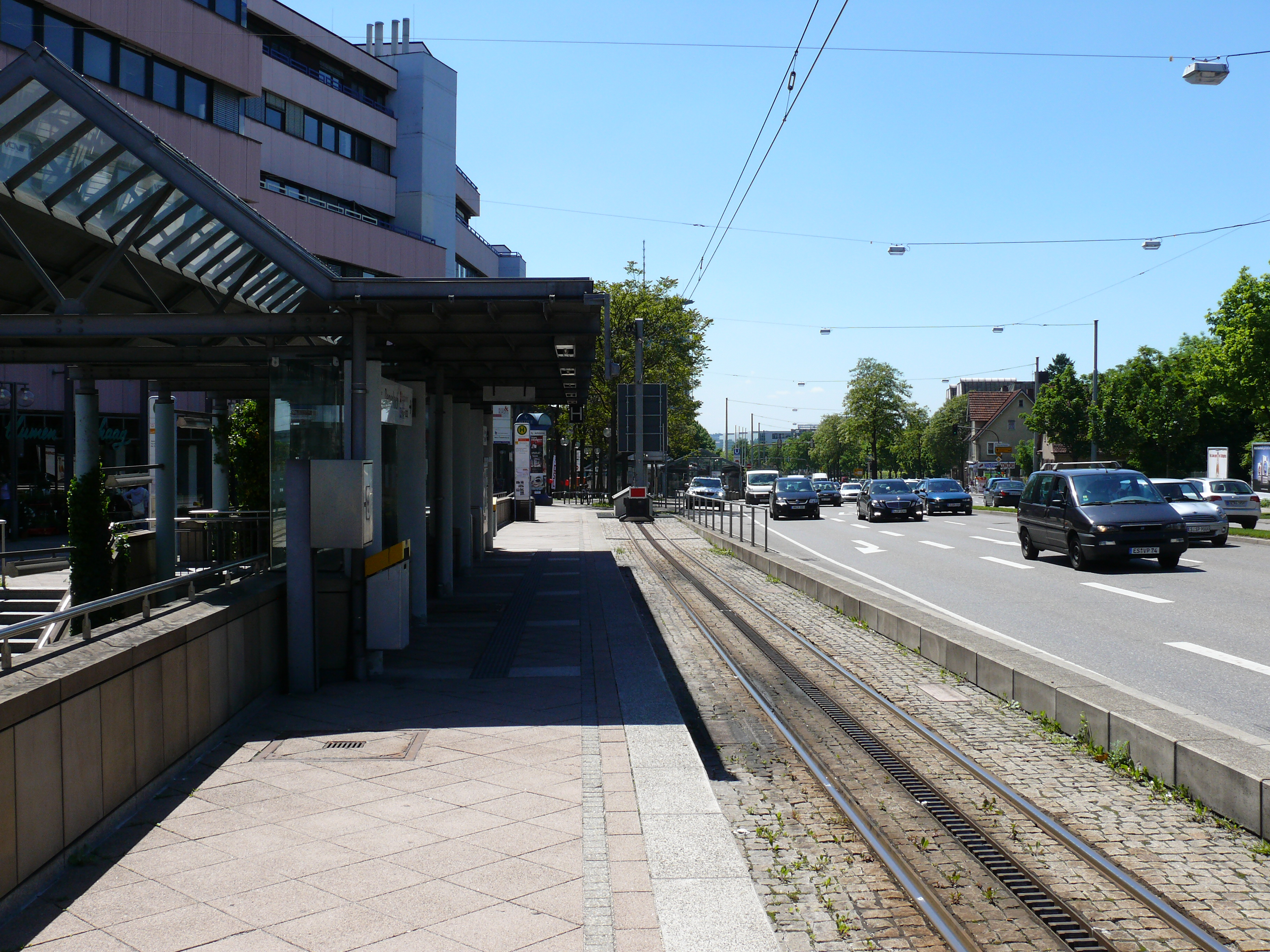
Endhaltestelle Degerloch
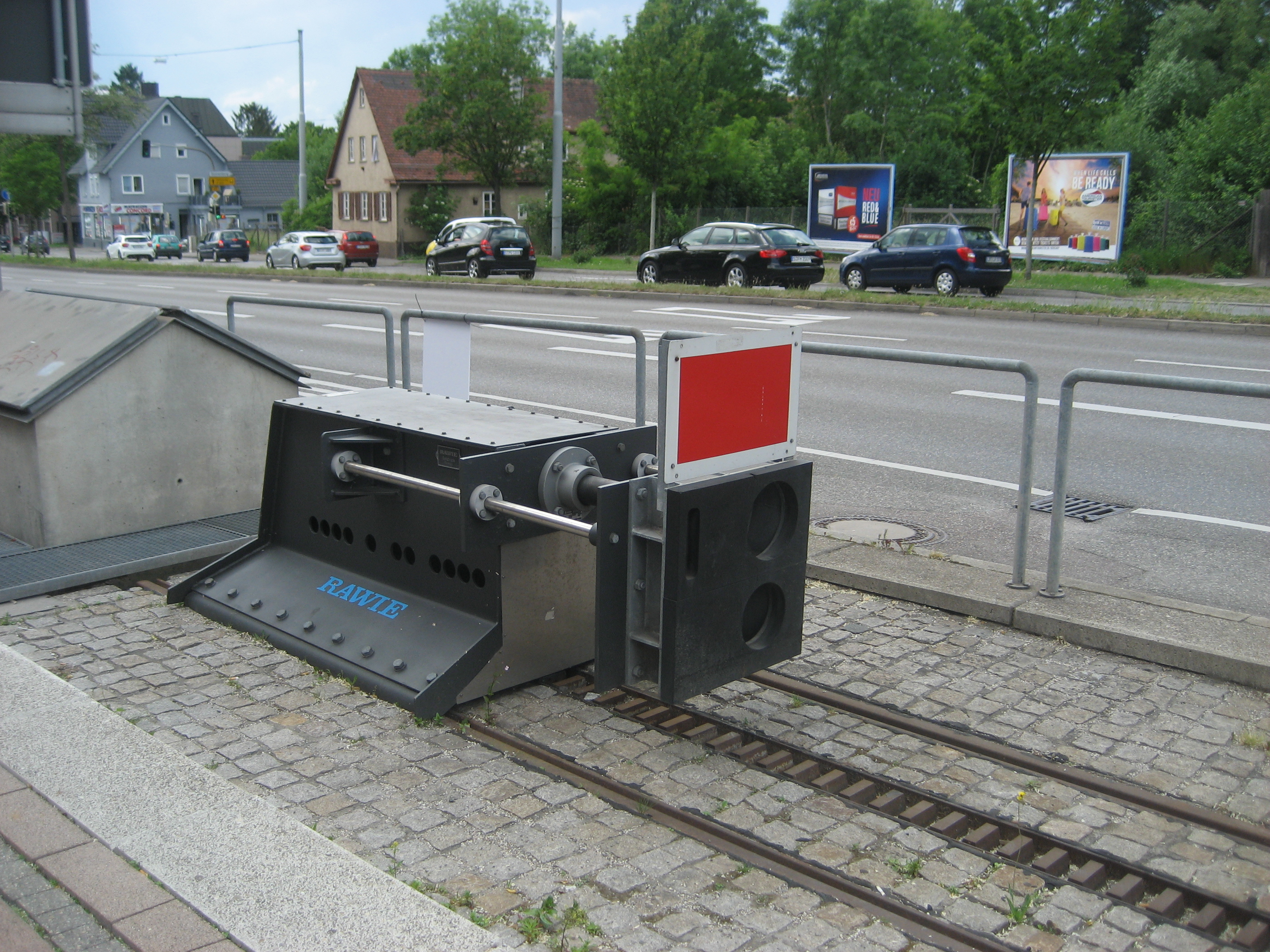
Prellbock an der Endhaltestelle Degerloch
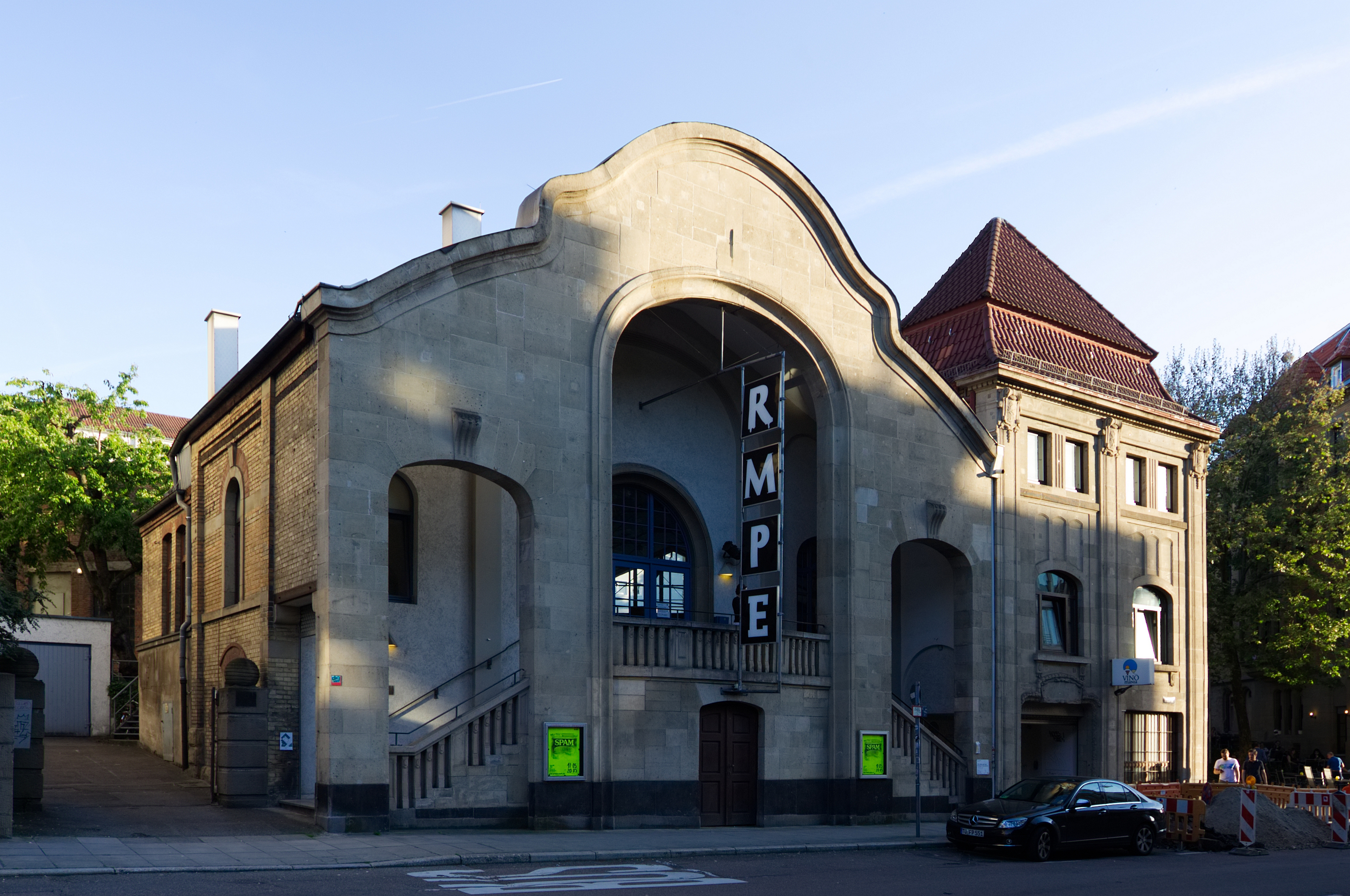
Vorderansicht des ehemaligen Talbahnhofs und heutigen Depots
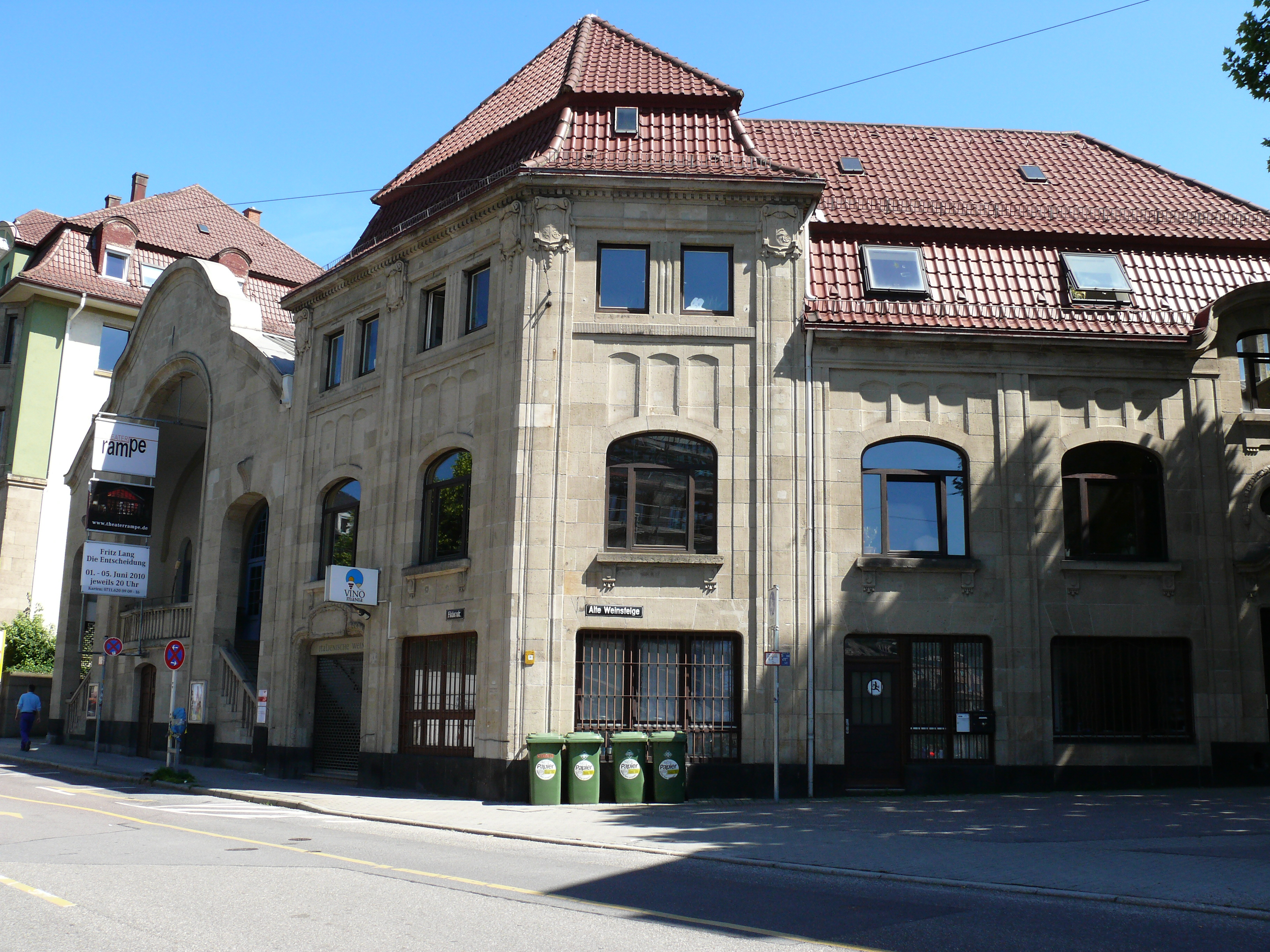
Seitenansicht
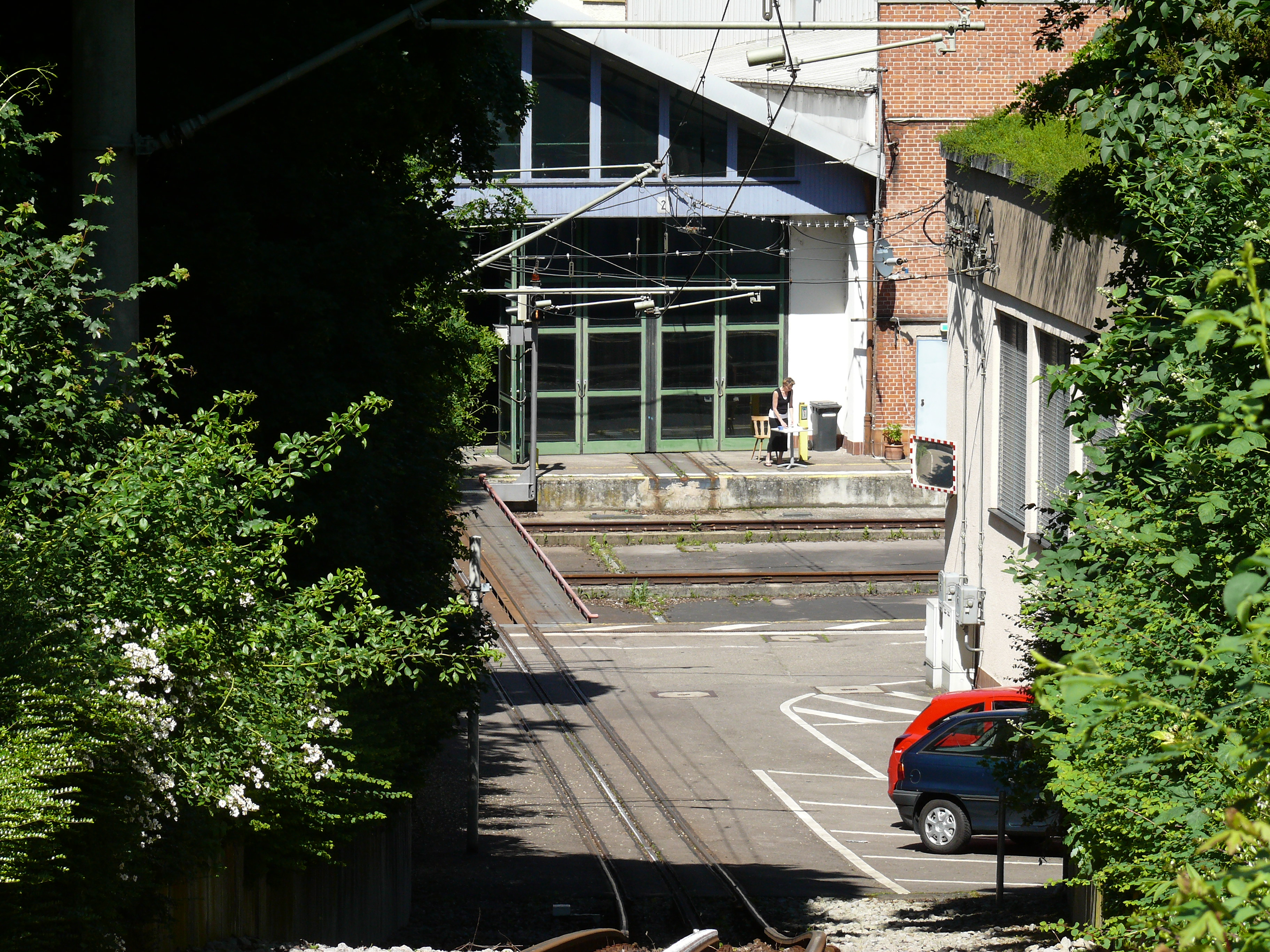
Rückansicht
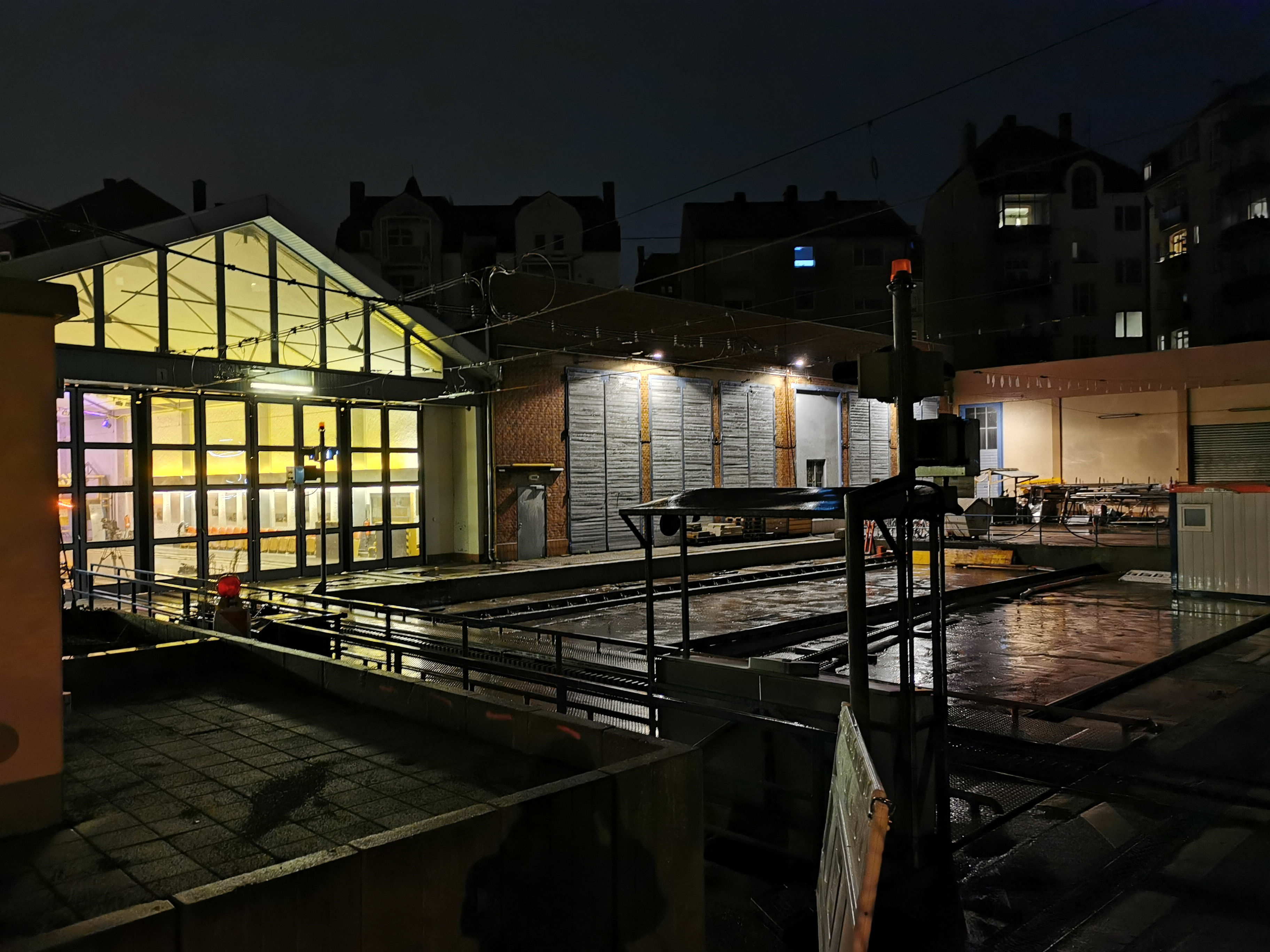
Schiebebühne im Depot
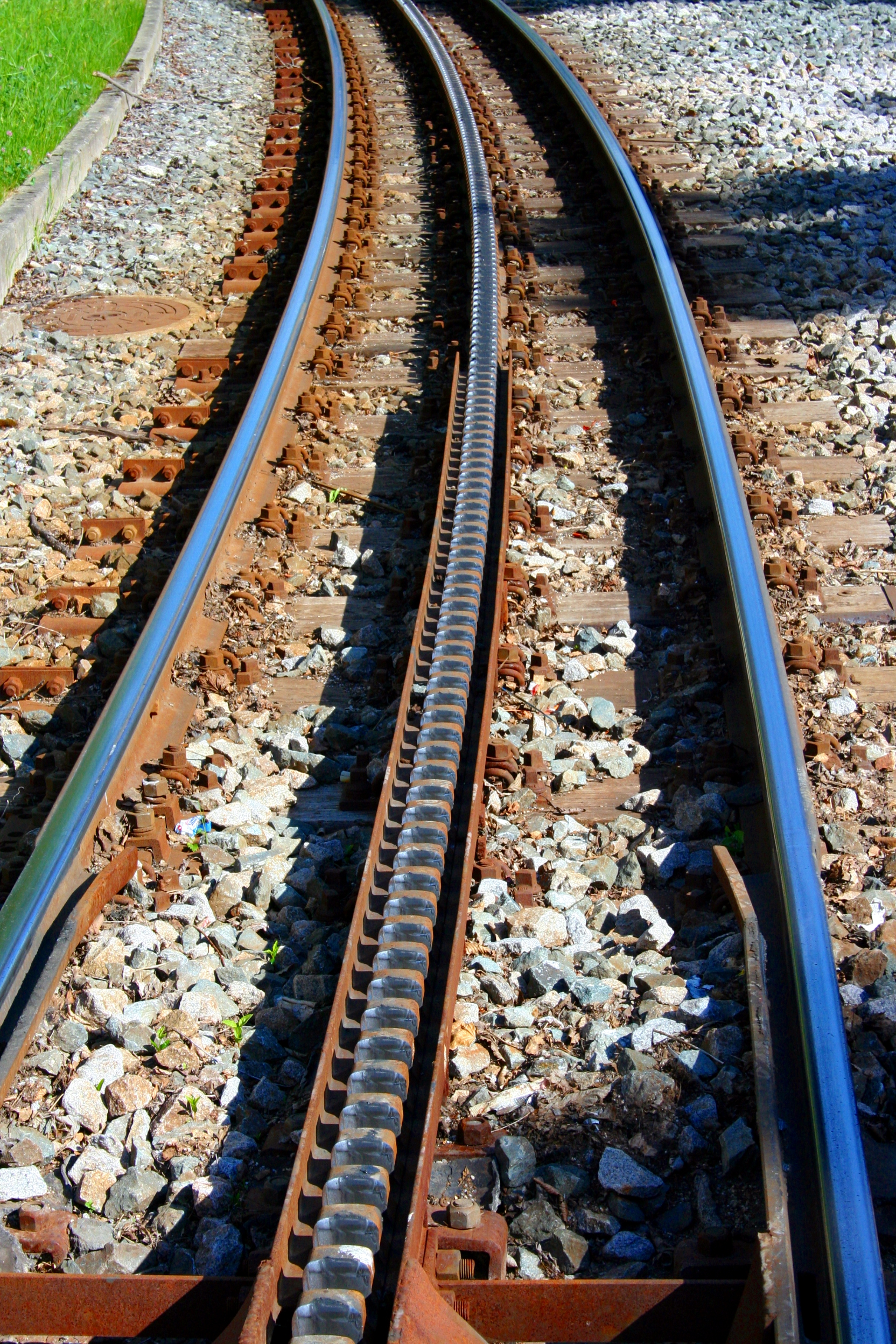
Gleis der Zahnradbahn am Haigst

Logo der Zahnradbahn

## Betrieb

### Regelbetrieb
Es besteht ein starrer 15-Minuten-Takt, für diesen sind zwei Umläufe erforderlich. Lediglich an Sonn- und Feiertagen verkehrt die Zahnradbahn von Betriebsbeginn bis 8:00 Uhr im 30-Minuten-Rhythmus mit nur einem Wagen. Die Fahrt dauert in beiden Richtungen jeweils zehn Minuten, dabei beträgt die Wendezeit am Marienplatz sechs und in Degerloch vier Minuten. Die Triebwagen der Zahnradbahn verkehren immer als Einzelwagen. Mehrfachtraktion ist wegen der auf circa 20 Meter Länge begrenzten Bahnsteige nicht möglich. Laut SSB nutzen täglich 2500 bis 3000 Menschen die Zahnradbahn (Stand 2025).

### Spätverkehr
Eine Besonderheit ist der täglich ab 23:00 Uhr durchgeführte Schienenersatzverkehr mit einem im 20-Minuten-Takt verkehrenden Minibus auf Mercedes-Benz Sprinter-Basis, der von der OVK Omnibusverkehr Kirchheim GmbH im Auftrag der SSB betrieben wird. Dieser sogenannte Zackebus kann die Haltestelle Nägelestraße in beiden Fahrtrichtungen nicht bedienen und hält auch nicht am Zahnradbahnhof, dafür aber in beiden Fahrtrichtungen an der Nachtbushaltestelle Karl-Pfaff-Straße. In Fahrtrichtung Marienplatz wird zusätzlich die Haltestelle Lehenstraße der Buslinie 43 bedient. Mit einer Fahrzeit von acht Minuten ist der Bus zwei Minuten schneller als die Bahn. Ursprünglich wurde der abendliche Schienenersatzverkehr bei seiner Einführung im Jahr 1972 mit Linientaxis durchgeführt, die auch bereits zum regulären VVS-Tarif und ohne Voranmeldung benutzt werden konnten. Sie wurden zum Fahrplanwechsel am 15. Dezember 2020 durch den Minibus abgelöst, nachdem ihre Kapazität nicht mehr ausreichte. 
Ursächlich für diesen Betrieb ist, neben einem eher geringeren Fahrgastaufkommen in den späten Abendstunden, die entfallende Lärmbelästigung für die Anwohner der Zahnradbahn. Im Zusammenhang mit der Einführung der neuen, leiseren Fahrzeuggeneration im Jahr 2023 wurden Forderungen laut, die Zacke künftig länger zu betreiben. So setzte sich der Gemeinderat mit einem interfraktionellen Antrag für eine Verlängerung der Betriebszeit „zumindest bis Mitternacht“ ein. Angesichts des Widerstandes des Degerlocher Bezirksbeirats und der Initiative „Zacke bis 21 Uhr“ stimmte man dem Kompromissvorschlag zu, die Betriebszeit der Züge – zunächst als Pilotprojekt für zwei Jahre ab dem Fahrplanwechsel im Dezember 2024 – bis 22:45 Uhr zu verlängern.

### Fahrradmitnahme

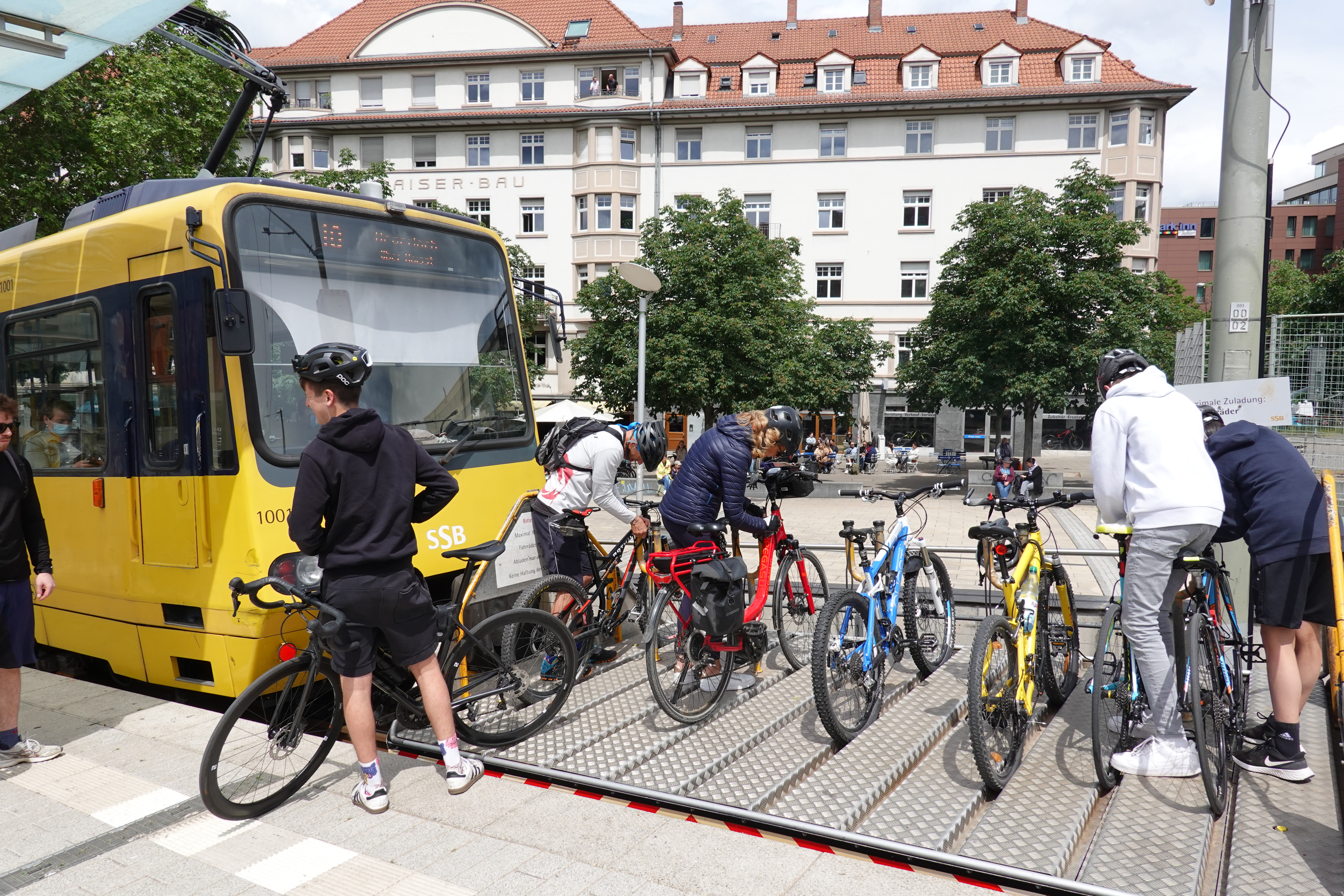
Verladen der Fahrräder

Ein weiteres charakteristisches Merkmal der Stuttgarter Zahnradbahn ist die am 1. Mai 1983, nach endgültiger Außerbetriebnahme der zweiten Fahrzeuggeneration, eingeführte Fahrradmitnahme auf einem kurzen flachen Vorstellwagen. Die Fahrgäste verladen ihre Räder hierbei selbst, wobei diese quer zur Fahrtrichtung stehen. Die Fahrradbeförderung ist nur auf der Gesamtstrecke von Endstation zu Endstation und ausschließlich bergauf erlaubt. Nur so ist gewährleistet, dass unterwegs keine Verspätungen durch Be- und Entladevorgänge entstehen. Zudem kann so der Fahrer vom bergseitigen Führerstand prüfen, ob sich möglicherweise ein Fahrrad während der Fahrt aus der Befestigung löst.
Die Mitnahmemöglichkeit ist auch bei Downhill-Fahrern sehr beliebt. An schönen Tagen sind nachmittags oft alle Stellplätze belegt. Die Fahrradbeförderung ist, im Gegensatz zur Stadtbahn, auch in den Hauptverkehrszeiten erlaubt und, im Gegensatz zur S-Bahn, auch zwischen 6:00 und 9:00 Uhr kostenlos. Weil die Schiebebühne im Betriebshof für einen Zahnradbahntriebwagen mit Vorstellwagen zu kurz ist, wurden die Vorstellwagen des ZT 4 nachts an der Degerlocher Endstation abgestellt. Die neuen Vorstellwagen des ZT 4.2 werden hingegen per Hand auf die Schiebebühne und ins Depot geschoben. Bei geschlossener Schneedecke bleiben sie außer Betrieb, weil für die leichten Wagen dann eine Entgleisungsgefahr besteht.

## Geschichte

### Vorgeschichte

Reklameplakat aus der Frühzeit der Bahn

Die Zahnradbahnstrecke im Eröffnungsjahr 1884

Ermuntert durch den erfolgreichen Betrieb verschiedener Zahnradbahnen in der Schweiz, kam Mitte der 1870er Jahre erstmals der Gedanke auf, den Höhenunterschied zwischen Stuttgart und der Filderebene auf kurzem Wege gleichfalls per Zahnradbahn zu bewältigen. Ein Vergleich der Stuttgarter Verhältnisse mit der 1875 eröffneten Rorschach-Heiden-Bergbahn weckte wieder die Hoffnung, nach diversen gescheiterten Plänen in den Jahren zuvor, doch noch eine Schienenverbindung zwischen der Landeshauptstadt und den Fildern realisieren zu können. Doch erst 1883 setzte sich der Degerlocher Ziegeleibesitzer und Baustoffhändler Karl Kühner mit Emil Keßler, dem Direktor und Mitinhaber der Maschinenfabrik Esslingen, bezüglich des Baus einer Dampfstraßenbahn von Stuttgart nach Degerloch in Verbindung. Dieser reichte schließlich am 11. Juni 1883 das Konzessionsgesuch beim damals zuständigen „Königlich Württembergischen Staatsministerium der auswärthigen Angelegenheiten, Abtheilung für die Verkehrs-Anstalten“ ein. Am 28. April 1884 erteilte die Behörde schließlich die erwünschte „landesherrliche“ Genehmigung. Keßler betrachtete die Verbindung als Musterstrecke für die neue Bergbahn-Technik und erhoffte sich, dadurch an Folgeaufträge für seine Lokomotivfabrik zu gelangen.

### Eröffnung mit Dampftraktion

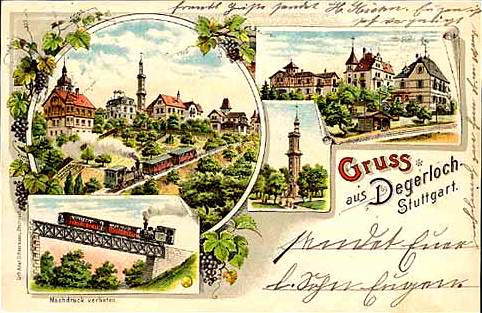
Die damals noch dampfbetriebene Zahnradbahn auf einer Postkarte von 1897

Ende des Jahres 1883 wurde das Gleismaterial bestellt, der Baubeginn erfolgte am 5. Mai 1884. Da für den Bahnbau von Anfang an eine Zahnradlokomotive vorhanden war, betrug die Bauzeit nur drei Monate. Am 7. Juli 1884 fand die erste Probefahrt zur Friedenslinde statt, das heißt bis zum Haigst. Am 23. August 1884 konnte die im Vormonat gegründete Filderbahn-Gesellschaft (FBG) schließlich die, ursprünglich 1,935 Kilometer lange und dampfbetriebene, Zahnradbahn von Stuttgart nach Degerloch als erste Strecke des Unternehmens eröffnen. Zugleich handelte es sich um die erste Zahnradbahn Württembergs für den öffentlichen Personenverkehr, die schon 1876 eröffnete Zahnradbahn des Hüttenwerks Wasseralfingen diente hingegen ausschließlich dem Güterverkehr.
Die Zahnradbahn nach Degerloch verlief anfangs noch durch weitgehend unbebautes Gelände, größte Ingenieurbauwerke waren die 31 Meter lange Eisenbrücke über den Wassergraben am Pfaffenweg beim Kilometer 0,526, die sechs Meter lange Eisenbrücke über die Schlammgrube beim Kilometer 1,070 sowie die 110 Meter lange Eisenbrücke über die Alte Weinsteige sowie die Neue Weinsteige beim Kilometer 1,690. Rechtlich gesehen handelte es sich ursprünglich um eine als Nebenbahn klassifizierte Eisenbahn. Nach der Kirchheimer Eisenbahn-Gesellschaft (seit 1864) und der Ermsthalbahn-Gesellschaft (seit 1873) war die Schmalspurbahn die dritte Privatbahn Württembergs. Mit dem Stuttgarter Zentralbahnhof in der Schloßstraße war die Talstation der Zahnradbahn, die sich damals noch am Stadtrand befand, erst ab 1887 durch die Stuttgarter Pferde-Eisenbahn-Gesellschaft verbunden. Im Schienennetz stellte die Filderbahn somit anfangs einen Inselbetrieb dar. Keßler wollte die Talstation ursprünglich an der verkehrsgünstiger gelegenen Tübinger Straße einrichten, fand dort aber kein geeignetes Grundstück.
Parallel zur Stuttgarter Anlage entstanden zwischen 1883 und 1889 auch die Zahnradbahnen zum Drachenfels, Rüdesheim–Niederwald, Asmannshausen–Niederwald, Salzburg–Gaisberg, Königswinter–Petersberg und Jenbach–Achensee sämtlich nach dem System Riggenbach. Fahrzeuge und Gleise kamen jeweils von der Maschinenfabrik Esslingen. Niklaus Riggenbach überwachte den Bau überwiegend persönlich. Die Lokomotiven der Achenseebahn baute zwar die Lokomotivfabrik Floridsdorf, jedoch nach Plänen aus Esslingen. Die Fahrzeuge waren alle baugleich oder unterschieden sich nur minimal. Somit gibt die Achenseebahn noch heute einen Eindruck davon, wie die Züge der Stuttgarter Zahnradbahn ursprünglich aussahen.
Ursprüngliche Betreibergesellschaft war die Maschinenfabrik Esslingen, erst ab dem 14. Januar 1885 übernahm die Eigentümerin, die Filderbahn-Gesellschaft, den Betrieb auf ihrer ersten Strecke selbst. Jedoch gingen in den ersten Betriebsjahren der Zahnradbahn viele Degerlocher weiterhin zu Fuß, um sich das Fahrgeld zu sparen. Die Touristen allein konnten die neue Verbindung hingegen kaum finanzieren, obwohl Degerloch durch sie sogar kurzfristig zum Höhenluftkurort wurde, wo damals Erholungsheime und Sanatorien entstanden. Um zusätzliche Einnahmen zu generieren, ließ Karl Kühner daher 1886 an der Kreuzung Hainbuchenweg/Turmstraße eigens einen, 1943 gesprengten, Aussichtsturm mit Blick auf Stuttgart errichten. Zwecks dessen Bedienung richtete die Filderbahn-Gesellschaft, ebenfalls 1886, circa 200 Meter davon entfernt den neuen Haltepunkt Hohenwaldau ein. Die Station hieß in späteren Jahren Turmstraße, infolge der 1938 erfolgten Umbenennung dieser in Nägelestraße erhielt auch die Station ihren heutigen Namen.
Im Dezember 1888 wurde der bisherige Endbahnhof Degerloch zusätzlich Ausgangspunkt der meterspurigen Reibungsstrecke nach Möhringen und damit baulich zum Durchgangsbahnhof, wobei die Fahrgäste stets umsteigen mussten. Diese Bahn ging in Möhringen in die Bahnstrecke nach Hohenheim über. Die Degerlocher Station erhielt Abstellgleise und eine hölzerne Bahnhofshalle. Im Volksmund wurde diese wegen ihrer charakteristischen Bauform im Volksmund spöttisch Hundehütte genannt, diese existierte bis zum Bahnhofsumbau des Jahres 1928. 

Reklame des Betreibers aus dem Jahr 1896 mit Verweis auf die Aussichtswagen sowie die als Vorbild dienende Vitznau-Rigi-Bahn, damals verkehrten auf der Zahnradbahn täglich 22 Zugpaare

### Elektrifizierung

Ein Triebwagen der ersten elektrischen Generation fährt mit Vorstellwagen bergwärts über die Alte Weinsteige, im Hintergrund die sogenannte Degerlocher Villenkolonie

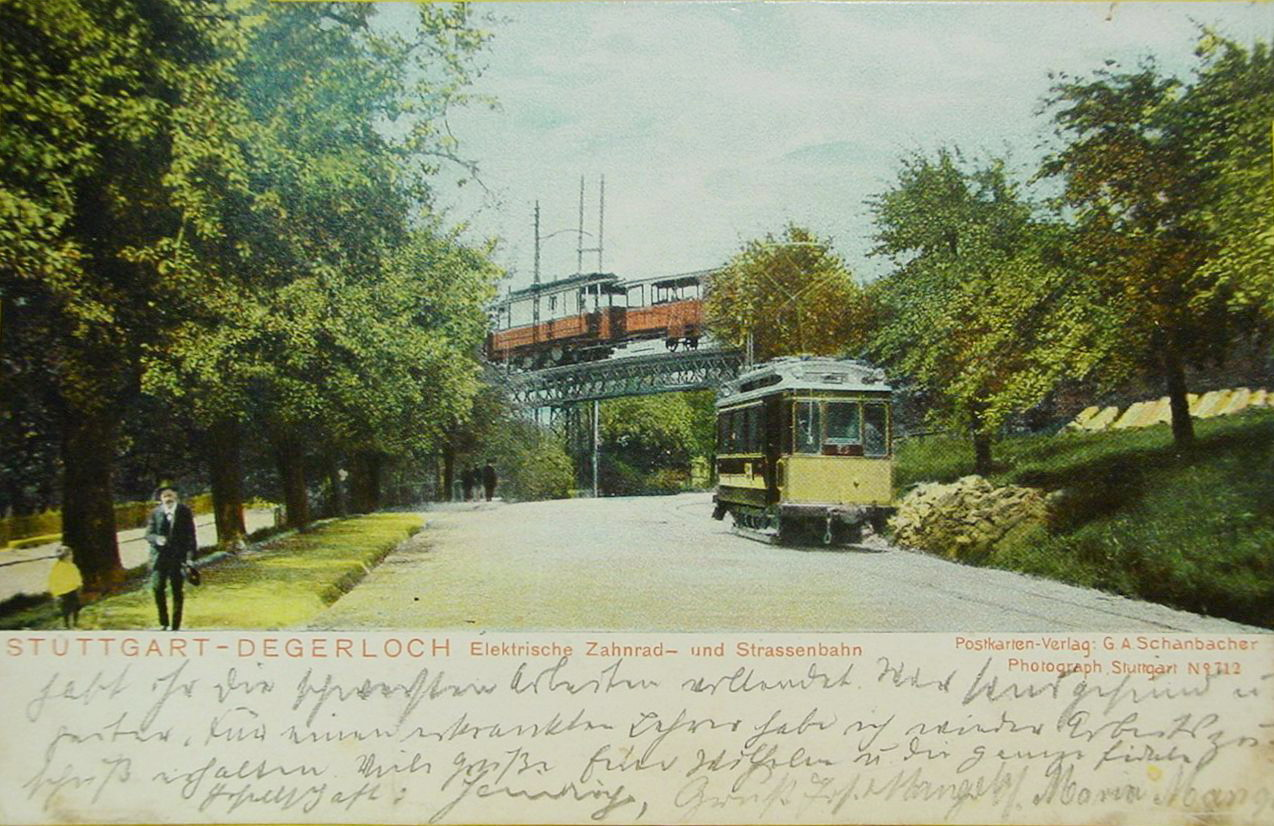
1906: die Zahnradbahn nach Degerloch überquert die Neue-Weinsteige-Linie

Alter Degerlocher Zahnradbahnhof, volkstümlich Hundehütte genannt

Monatskarte der Württembergischen Nebenbahnen vom März 1919, wahlweise gültig zwischen Degerloch Zahnradbahnhof oder Neue Weinsteige und Stuttgart Zahnradbahnhof oder Bopser

Trotz Elektrifizierung verkehrten im Berufsverkehr und an schönen Ausflugssonntagen bis Januar 1921 aushilfsweise weiterhin Dampflokomotiven

Zum 11. Juli 1902 wurde die Zahnradbahn sowie, allerdings erst zum 6. August gleichen Jahres, die Reibungsstrecken Degerloch–Hohenheim und Möhringen–Vaihingen elektrifiziert und beim Haigst die erste Ausweiche der Strecke eingerichtet. Für die elektrischen Fahrzeuge entstand in der Talstation an der Filderstraße ferner eine zusätzliche Fahrzeughalle. Die Aufnahme des planmäßigen elektrischen Betriebes auf der Zahnradstrecke verzögerte sich aufgrund technischer Probleme allerdings noch bis zum 1. Mai 1904. Mit Beginn der elektrischen Traktion wurde der Dampfbetrieb schließlich auf den sonntäglichen Ausflugsverkehr beschränkt. 1903 folgte die Verlegung der Ausweiche vom Haigst zum Aussichtspunkt Wielandshöhe, zur Weichenbedienung war dort ein kleines mechanisches Stellwerk in einem Wellblechhäuschen vorhanden. Zum 1. Juni 1903 übernahm außerdem vorübergehend die Westdeutsche Eisenbahn-Gesellschaft aus Köln die Betriebsführung aller Strecken der Filderbahn-Gesellschaft und somit auch der Zahnradbahn. Mit Inbetriebnahme der Neue-Weinsteige-Linie bestand ab 1904 eine zweite Schienenverbindung zwischen Stuttgart und Degerloch, womit die Zahnradbahn etwas an Bedeutung verlor.
1907 erhielt das bestehende Empfangsgebäude des Talbahnhofs eine repräsentative Erweiterung im Neobarock beziehungsweise Jugendstil. Hierbei entstand ein neuer Treppenvorbau mit rheinischer Tuffsteinverkleidung, ein Anbau für zwei Ladenräume, eine Bahnhofswirtschaft, eine Dienstwohnung, ein Aufenthaltsraum für das Personal, Stauraum sowie ein Magazin. Verantwortlich für den Umbau waren die Architekten André Lambert und Georg Stahl, das Bauwerk steht heute unter Denkmalschutz. 
Durch die Eingemeindung Degerlochs nach Stuttgart befand sich ab 1908 die gesamte Zahnradbahnstrecke auf der Gemarkung der Landeshauptstadt. Nach Ausbruch des Ersten Weltkrieges musste der elektrische Betrieb aus Mangel an Strom und Ersatzteilen für die elektrischen Triebwagen teilweise ganz eingestellt und der Dampfbetrieb eingeschränkt wieder aufgenommen werden. Zum 1. März 1920 übernahm die Stadt Stuttgart die Filderbahn-Gesellschaft, die fortan als Städtische Filderbahn (SFB) firmierte, und übertrug die Betriebsführung den Stuttgarter Straßenbahnen AG. Zum 1. Oktober gleichen Jahres erfolgte zudem die Integration der Zahnradbahn in den SSB-Straßenbahntarif. Im Januar 1921 wurde der Mischverkehr mit Dampflokomotiven endgültig eingestellt. 1926 werden alle Personenfahrzeuge der Zahnrad- und der Filderbahn in das SSB-Farbschema umlackiert. Zur Unterscheidung von den SSB-eigenen Fahrzeugen erhielten die Filderbahn-Wagen jedoch vorläufig ein zusätzliches „F“ vor ihre Fahrzeugnummer gestellt.
1931 wich das erste Degerlocher Bahnhofsgebäude einem Neubau, 1932 erfolgte die Inbetriebnahme der Haltestelle Pfaffenweg. Sie ist nach der dort kreuzenden Straße benannt, die ihren Namen bereits 1905 erhielt. 

### Kommunalisierung
Am 1. Januar 1934 gingen die Strecken der ehemaligen Filderbahn-Gesellschaft, damit auch die Zahnradbahn, endgültig in das Eigentum der Stuttgarter Straßenbahnen AG über. In diesem Zusammenhang wurden fortan auch die Zahnradbahnwagen in den SSB-Farben gelb und weiß lackiert. 1936 benannte die SSB die Haltestelle Königssträßle in Haigst um, nach dem die dort kreuzende Straße schon seit 1907 Auf dem Haigst hieß. 
Ende der 1920er Jahre stand die Zahnradbahn kurz vor der Stilllegung, wozu nicht zuletzt die abseitige Lage der Talstation beitrug. Um diesbezüglich eine Verbesserung zu erreichen, verlegten die SSB diese am 21. Dezember 1936 zum Marienplatz, damals Platz der SA. Dies war erst möglich geworden, nachdem der damalige SSB-Direktor Paul Loercher sein damaliges Wohnhaus auf dem Grundstück Filderstraße 59 opferte. Dieses musste abgerissen werden, um die Fläche für die neue Strecke zwischen dem Marienplatz und der Kreuzung Alte Weinsteige/Liststraße/Zellerstraße zu gewinnen. Durch die neue Talstation, ein vom Architekten Paul Bonatz gestalteter Klinkerbau mit zwei Stumpfgleisen und je einem Außenbahnsteig, ergab sich eine bessere Verknüpfung mit dem Stuttgarter Straßenbahnnetz. Die Stahlkonstruktion für Vorhalle, Bahnsteigdächer und Gleistragwerk der neuen Talstation lieferte die Maschinenfabrik Esslingen. Am Verkehrsknoten Marienplatz bestand fortan eine direkte Umstiegsmöglichkeit zwischen der Zahnradbahn und den Linien 1, 3 und 6. Die von der Zahnradbahn bediente Strecke verkürzte sich damals geringfügig, die Fahrzeit betrug seinerzeit zwölf Minuten, eine Einzelfahrt kostete 15 Reichspfennig.
Aufgrund des Einmarsches der Alliierten zum Ende des Zweiten Weltkriegs ruhte der Zahnradbahnbetrieb vom 22. April bis zum 11. Mai 1945. Im Krieg wurde zudem schon 1944 die Talstation am Marienplatz stark beschädigt, sie wurde bis 1949 in veränderter Form wieder aufgebaut. Durch den Zuzug der Heimatvertriebenen nach 1945 erhöhte sich die Einwohnerzahl Stuttgarts, auch Degerlochs, stark. Zunächst aber lagen Industrie und höhere Schulen alle noch im Talkessel. So musste die Zahnradbahn plötzlich Höchstleistungen erbringen und entwickelte sich mit 10.000 täglichen Fahrgästen zur am stärksten belasteten Linie der SSB. Es verkehrten damals im Berufsverkehr bis zu drei Drei-Wagen-Züge im Folgezugbetrieb unmittelbar hintereinander. Ferner mussten damals, wegen Überlastung der SSB-Hauptwerkstatt Ostheim, reguläre Straßenbahn-Beiwagen in der Zahnradbahn-Werkstatt an der Filderstraße gewartet werden. Hierzu wurden diese von Zahnradbahn-Triebwagen von und nach Degerloch überstellt.
Am 18. Juni 1965 wurde die neue Stahlbetonbrücke über die Neue Weinsteige eröffnet, die als Ersatz für die alte Stahlgitterbrücke diente. Im Volksmund wurde letztere als Türkenbrücke bezeichnet, da sie vom Hersteller, der Maschinenfabrik Esslingen, ursprünglich zur Lieferung an eine türkische Eisenbahn vorgesehen war. Ab 1969 wurde im Zuge der vorbereitenden Baumaßnahmen für die Stadtbahn Stuttgart der Marienplatz erneut umgestaltet und im Juli 1971 die unterirdische Straßenbahnhaltestelle eröffnet. In diesem Zusammenhang ersetzten die SSB auch die zweigleisige Talstation der Zahnradbahn durch eine eingleisige Anlage mit bahnlinks gelegenem Bahnsteig, der teilweise auf die anschließende Brücke reichte und am 19. November 1971 in Betrieb ging. Sie befand sich oberhalb eines später verfüllten Wasserbassins. Zum 11. Juni 1977 wurde die Zahnradbahn zu einer Inselstrecke im Netz der SSB, nachdem im Rahmen der erneuten Umgestaltung des Degerlocher Zahnradbahnhofs die bis dahin bestehende Verbindungsstrecke zum Straßenbahnnetz entfiel. Ein Jahr später wurde der planmäßige Betrieb mit Dreiwagenzügen eingestellt. In dieser Zeit stand erneut eine mögliche Stilllegung der Strecke im Raum, die aber bald verworfen wurde.

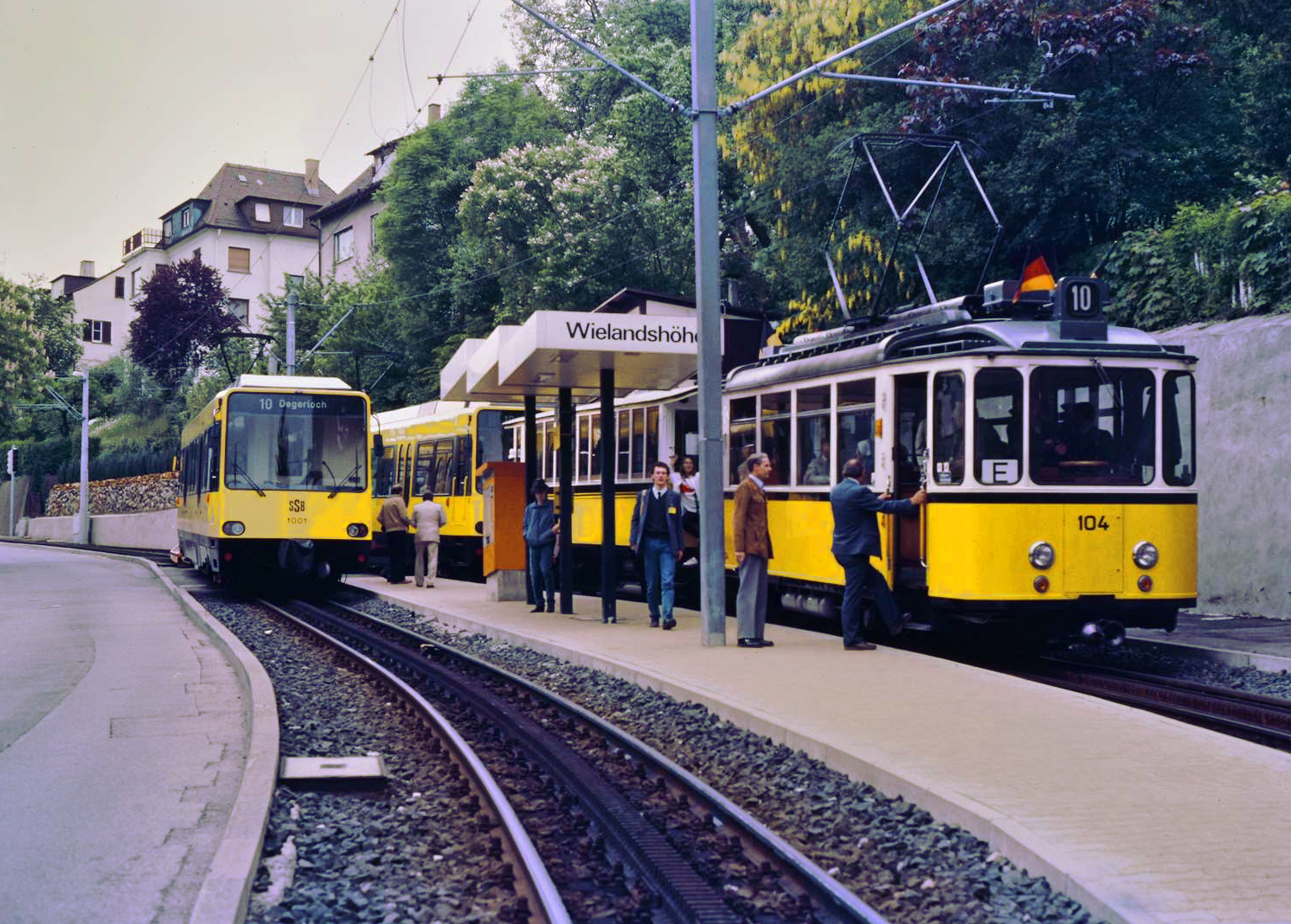
1984: Treffen der zweiten und dritten Triebwagen-Generation an der Wielandshöhe

Mit der 1978 erfolgten Abgabe des Filderbahn-Niederbordwagens 3034 (Baujahr 1897) an die SSB, die ihn noch zwei weitere Jahre auf dem Netz der Straßenbahn als Schotterwagen einsetzen, endete der zuletzt nur noch spärlich in Form von Materialtransporten durchgeführte Güterverkehr auf der Zahnradbahn. Vom 24. Juli bis zum 7. September 1980 wurde die gesamte Zahnradbahnstrecke für den Einsatz der neuen Triebwagen vom Typ ZT 4 erneuert. Sie wurde für acht Wochen gesperrt, den Verkehr übernahmen in dieser Zeit Omnibusse. Sofern nicht schon vorhanden, wurde ein unabhängiger Gleiskörper angelegt, der Unterbau verstärkt, ein neuer Mittelbahnsteig an der Ausweiche Wielandshöhe gebaut, die romantische, aber zu leistungsschwache Doppelfahrleitung an den historischen geschwungenen Masten durch eine moderne Tragseilfahrleitung ersetzt und eine neue, längere Schiebebühne in den Betriebshof eingebaut. Der historische Zahnradbahnhof an der heutigen Filderstraße 47, einst Heusteigstraße 109, wurde zur modernen Abstellhalle für zwei ZT 4 umgestaltet, der dritte fand auf dem ertüchtigten Gleis 3 der südlichen Wagenhalle Platz. Die Werkstatthallen auf der Nordostseite wurden aufgegeben, dort zog 1992 das Theater Rampe ein. Zudem wurde anlässlich von Erneuerungen des Oberbaues die ursprüngliche Leiterzahnstange der Bauart Riggenbach schrittweise durch ein gefrästes Zahnstangenprofil der Schweizer Bauart „von Roll“ ersetzt. Die Zahnteilung und -geometrie bleibt dabei gleich wie bei den zuvor verwendeten Riggenbach-Zahnstangen. Zur Befestigung auf den Schwellen dienen angeschweißte Flacheisen, die auf Rippenplatten niedergespannt werden. Diese Zahnstangenprofile fertigt der Gleisbauhof der SSB selbst an.
Zum 16. Dezember 1994 erfolgte auf der Bergseite zur besseren Verknüpfung mit der Stadtbahn Stuttgart eine 200 Meter lange Streckenverlängerung zum Degerlocher Albplatz. Am 6. Dezember 2002 wurde die neu erbaute talseitige Endhaltestelle Marienplatz samt anschließender Brücke auf dem vollständig umgestalteten Marienplatz eröffnet. Für die Zeit des Umbaus wurde für die Zacke eine provisorische Endhaltestelle am Betriebshof eingerichtet. 2004 wurde der Gleis-Oberbau erneuert sowie Teile der Zahnstange neu verlegt.

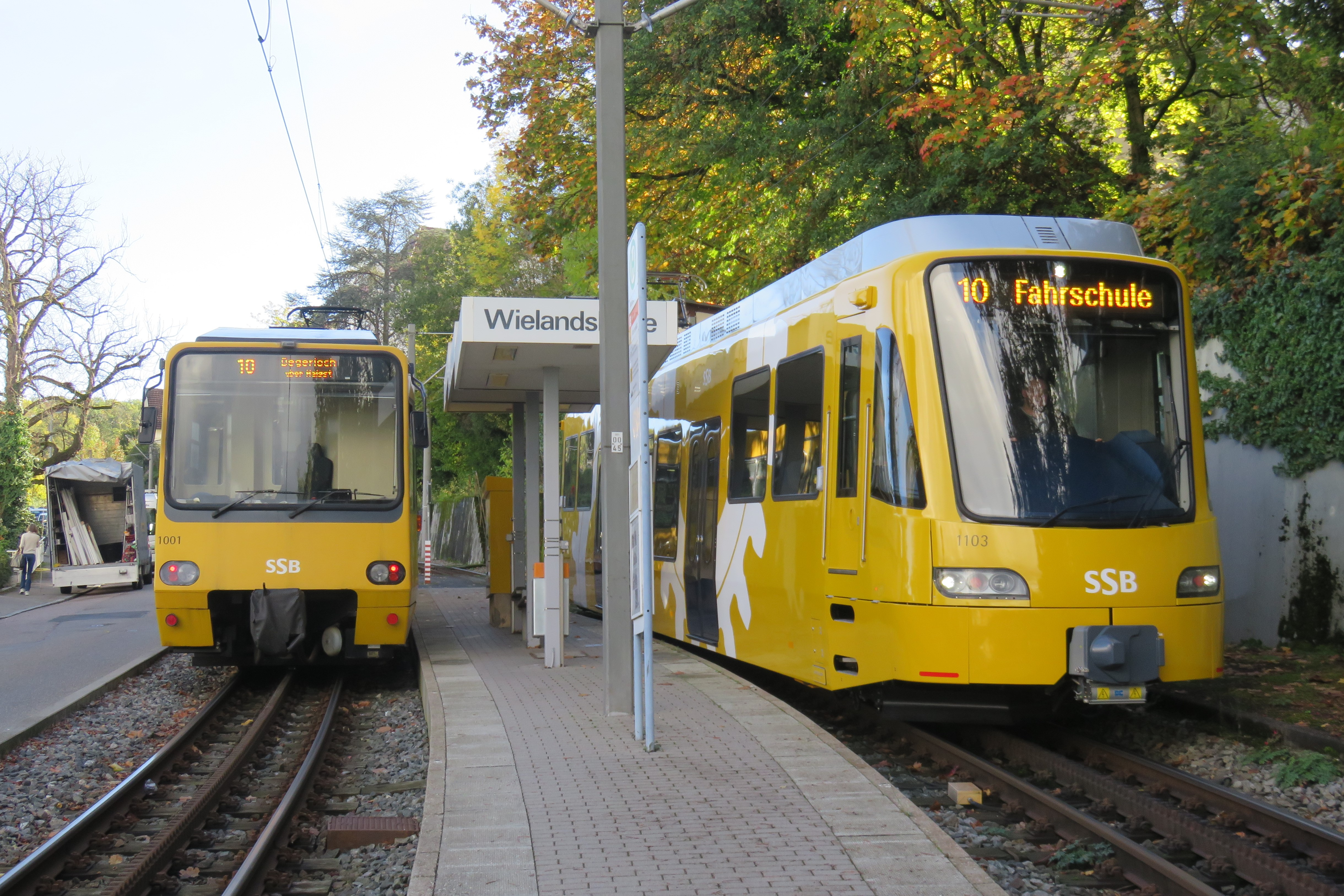
2022: Treffen der dritten und vierten Generation an gleicher Stelle

Um auch die neuen Wagen der 2018 bestellten vierten Fahrzeuggeneration unterhalten zu können, wurden 2021 Umbauten an Werkstatt und Depot durchgeführt, da bei diesen mehr Aggregate auf dem Wagendach angeordnet sind. Dabei wurde der Werkstattteil erhöht, verlängert und erhielt eine neue Krananlage mit Dacharbeitsstand. Am 14. Mai 2023 wurde im Rahmen eines Familientages rund um das Thema Zahnradbahn letztmals ein verbliebener Wagen der ZT 4 auf der Strecke, zusätzlich zu den Regelzügen, zwischen Degerloch und dem alten Zahnradbahnhof (heute Depot) eingesetzt. Außerdem gab es verschiedene Aktionen zum Thema, so war auch ein historisches Fahrzeug der zweiten Generation im Straßenbahnmuseum zu besichtigen.
Nach und nach werden auch die Haltestellen möglichst barrierearm gestaltet und so an die neue Fahrzeuggeneration angepasst. Anfang 2024 wurde der Oberbau des alten Stellwerks an der Wielandshöhe durch eine Neukonstruktion mit Flachdach ersetzt. Zudem wurden neue Fahrsignale aufgestellt und der im Regelbetrieb ungenutzte Bahnsteig an der Hangseite erneuert.
Mit einem „Zacke-Fest“ feierten die SSB das 140-jährige Jubiläum der Zahnradbahn im Betriebshof am Marienplatz. Dazu gab es eine „Hocketse“, Führungen durch die Werkstatt, vom ehemaligen Talbahnhof ausgehende Sonderfahrten mit dem Reservezug und eine Ausstellung zur Geschichte. Diese wandert anschließend weiter ins Straßenbahnmuseum Stuttgart, das am 20. Oktober 2024 einen Zahnradbahn-Thementag ausrichtet.
Immer wieder von verschiedenen Stellen angeführt, aber nie von offiziellen Stellen ernsthaft in Erwägung gezogen worden ist eine Anbindung Hoffelds und/oder Asemwalds per Verlängerung der Zahnradbahn durch die Alb- oder Epplestraße, je nach Vorschlag auch ohne Zahnrad.

## Fahrzeuge

### Dampflokomotiven

Lokomotive „Stuttgart“ mit Vorstellwagen A.1 im Talbahnhof

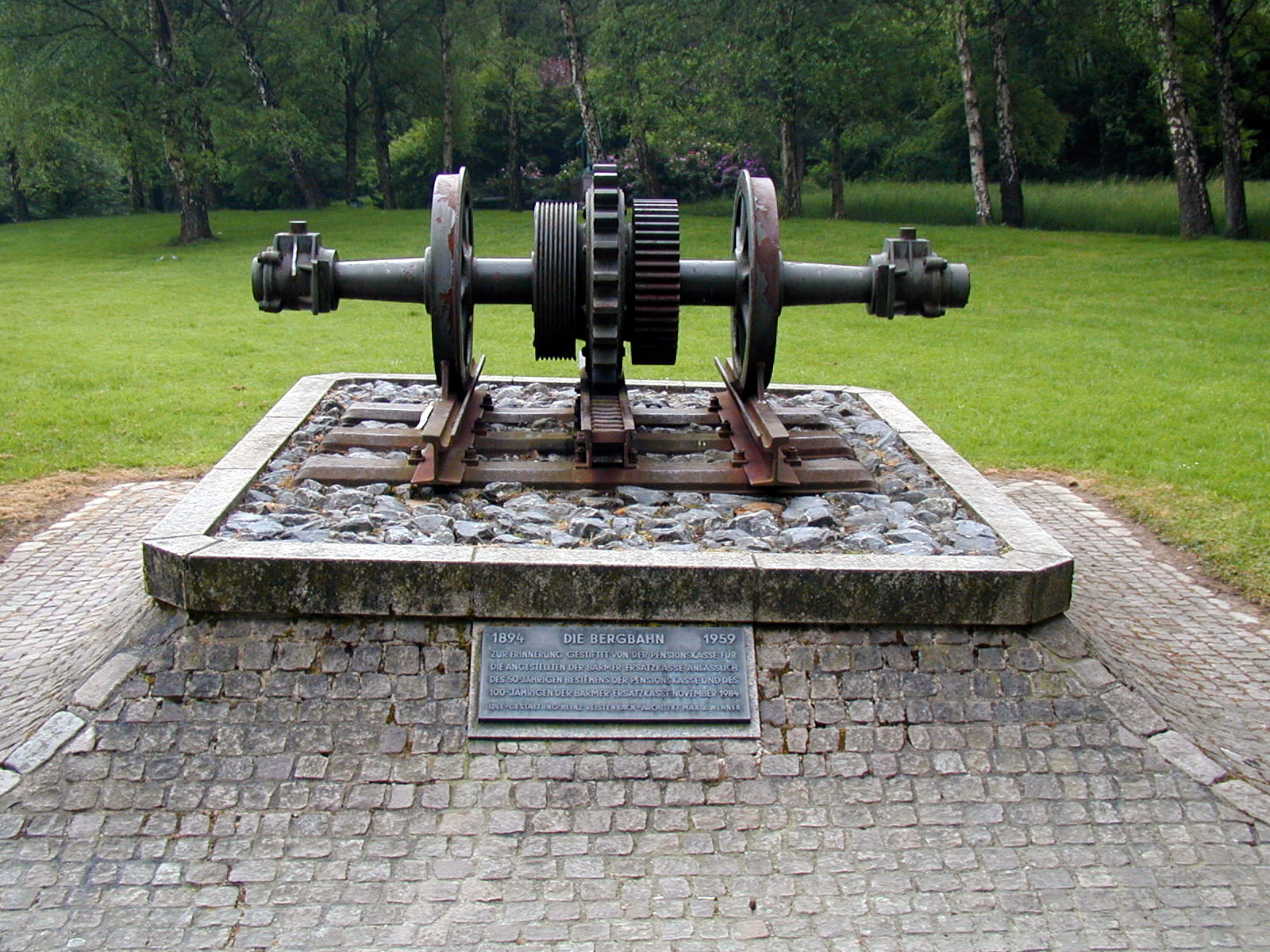
In Wuppertal erinnert eine Achse der Stuttgarter Zahnradbahn an die gleichartige Barmer Bergbahn

Zwischen 1883 und 1885 lieferte die Maschinenfabrik Esslingen (ME) die ersten drei Zahnrad-Dampflokomotiven mit den Namen Stuttgart (Musterlok, bereits zum Bau der Strecke und bis 1921 im Einsatz), Degerloch (1914 zwecks Verschrottung verkauft) und Filder (1902 zwecks Verschrottung verkauft).
Komplettiert wurde die erste Lokomotivgeneration 1898 durch den Erwerb der Dampflokomotiven Alb und Aussicht des Typs Petropolis von der Maschinenfabrik Esslingen, beide wurden 1922 verschrottet. Sie wurden 1892 von einem Tochterunternehmen der Maschinenfabrik in Saronno für Brasilien gebaut, dort aber nicht abgenommen.
Durch den kriegsbedingt verstärkt vorgenommenen Dampfbetrieb wurden 1918 zwei zusätzliche Dampflokomotiven gebraucht von den Schweizerischen Bundesbahnen übernommen, die sie zuvor auf der Brünigbahn einsetzten. Diese sind 1922 verschrottet worden.

### Vorstellwagen für Personen

Ein als Sommerwagen ausgeführter Vorstellwagen überquert die ehemalige Brücke beim Pfaffenweg, der Bremser überwacht den Fahrweg und kann mit dem Triebfahrzeugführer per Glocke kommunizieren

Bei manchen Zahnradbahnen dürfen aus Sicherheitsgründen Beiwagen nur auf der Bergseite mitgeführt werden. So kann eine unkontrollierte Talfahrt bei einem Kupplungsriss vermieden werden.
1884 wurden die ersten vier Vorstellwagen 15 bis 18 (Typ 1 und 2) ausgeliefert. In den Jahren 1893 beziehungsweise 1900 folgten schließlich vier offene Sommerwagen mit den Betriebsnummern F1 bis F4 (Typ 3; ab 1922 abgestellt und zerlegt, Radsätze als Reserve aufbewahrt). Zwischen 1896 und 1900 wurden dann die Vorstellwagen A3 bis A8 (Typ 4) ausgeliefert, von denen vier unter den SSB-Betriebsnummern 117–120 noch bis zur Einführung der Triebwagen des Typs ZT 4 in den 1980er-Jahren im täglichen Einsatz standen. Im Gegenzug kamen die Vorstellwagen der Typen 1 und 2 fortan auf den Filderbahn-Adhäsionsstrecken zum Einsatz. 1906 wurden sie schließlich an die damals den Badischen Lokal-Eisenbahnen (B.L.E.A.G) gehörende Härtsfeldbahn verkauft. Dort wurden sie zwischen 1908 und 1958 verschrottet.
1927 erfolgte der Neuaufbau des Vorstellwagens 116 auf einem alten Fahrgestell von 1896. 1937 bauten die SSB Beiwagen 120 zum Prototyp mit geschlossener bergseitiger Bremserplattform um, der Umbau der übrigen Wagen folgte 1952.
1956 wurde der Filderbahn-Beiwagen Nummer 153 zur Verstärkung im Schülerverkehr an die Zahnradbahn abgegeben. Wegen seiner unkonventionellen und auf der Steilstrecke unkomfortablen Innenraumgestaltung mit Quer- und Längssitzbänken und fehlenden Innentüren sowie aufgrund des fehlenden Bremszahnrades war das Fahrzeug jedoch weder bei Fahrgästen noch dem Fahrpersonal sonderlich beliebt. Infolgedessen war es äußerst selten und nur bis 1965 im Einsatz.
Ab 1960 war der Einsatz der Vorstellwagen aus der Dampflokzeit mit ihren Holzkästen und ohne Sicherheitsglas nur noch übergangsweise zulässig. Die schon zuvor geplante Neubeschaffung von Fahrzeugen mussten die SSB aber aus Geldmangel zurückstellen. 1961 erfolgte der Einsatz von zuvor probehalber auf einem GT4 montierten Einholm-Stromabnehmern zum Vorheizen der Vorstellwagen und zum Enteisen der Fahrleitung auf die Wagen 119 und 120.
Infolge der Einstellung des planmäßigen Dreiwagenzugbetriebs wurde der überzählig gewordene Vorstellwagen 119 1978 an das damalige Deutsche Straßenbahnmuseum (DSM), heute Hannoversches Straßenbahn-Museum (HSM) in Sehnde-Wehmingen abgegeben. Seit März 2009 befindet er sich bei der Härtsfeld-Museumsbahn (HMB) in Neresheim und soll als Personenwagen für den Einsatz auf der Schmalspurstrecke restauriert werden.
Private Sammler übernahmen 1982 Vorstellwagen 116 (nach Zwischenstationen in Aalen und Schönau, wo der Wagen bei diversen Projekten eines ehemaligen Stuttgarter Straßenbahn-Museumsvereins zum Einsatz kommen sollte. Er stand meist allerdings ungeschützt unter freiem Himmel und wurde 1997 an die Härtsfeld-Museumsbahn zur Aufarbeitung übergeben) und Vorstellwagen 120 (nach Scheitern des Museumsbahnprojekts in Aalen 1984 nach Stuttgart zurückgekehrt).
Mit Vorstellwagen 117 des Baujahrs 1896 wurde 1983 außerdem das älteste und am längsten im Planverkehr eingesetzte Personenfahrzeug der SSB aus dem Betrieb genommen und an einen Privatsammler verkauft, der ihn in Leinfelden-Echterdingen als Denkmal aufstellte. 1992 wurde er an die Härtsfeld-Museumsbahn verkauft, die ihn heute als Personenwagen auf ihrer Museumsstrecke einsetzt.
Mit der 2009 erfolgten Übergabe von Beiwagen 119 befinden sich außer den museal in Stuttgart erhaltenen Wagen 118 und 120 nunmehr alle verbliebenen Zahnradbahn-Vorstellwagen des Typs 4 in der Obhut der Härtsfeld-Museumsbahn in Neresheim. Während Beiwagen 117 dort unter der Nummer HMB 1 seit 2001 wieder zum Einsatz kommt, ist für die Wagen 116 und 119 aufgrund deren jahrelanger Abstellzeit im Freien zuvor eine grundlegende Aufarbeitung erforderlich.

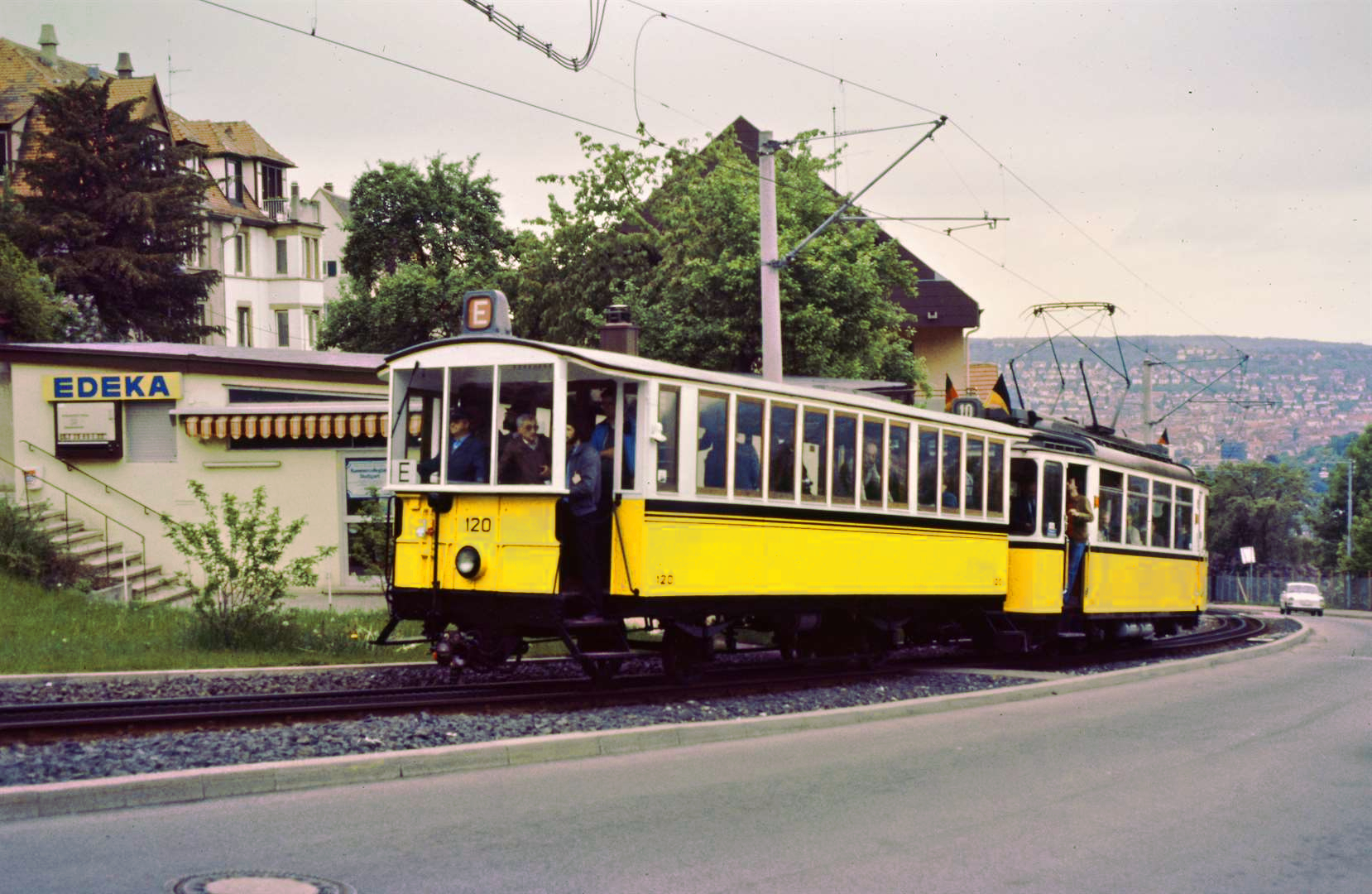
Vorstellwagen 120 bei einer Sonderfahrt 1984
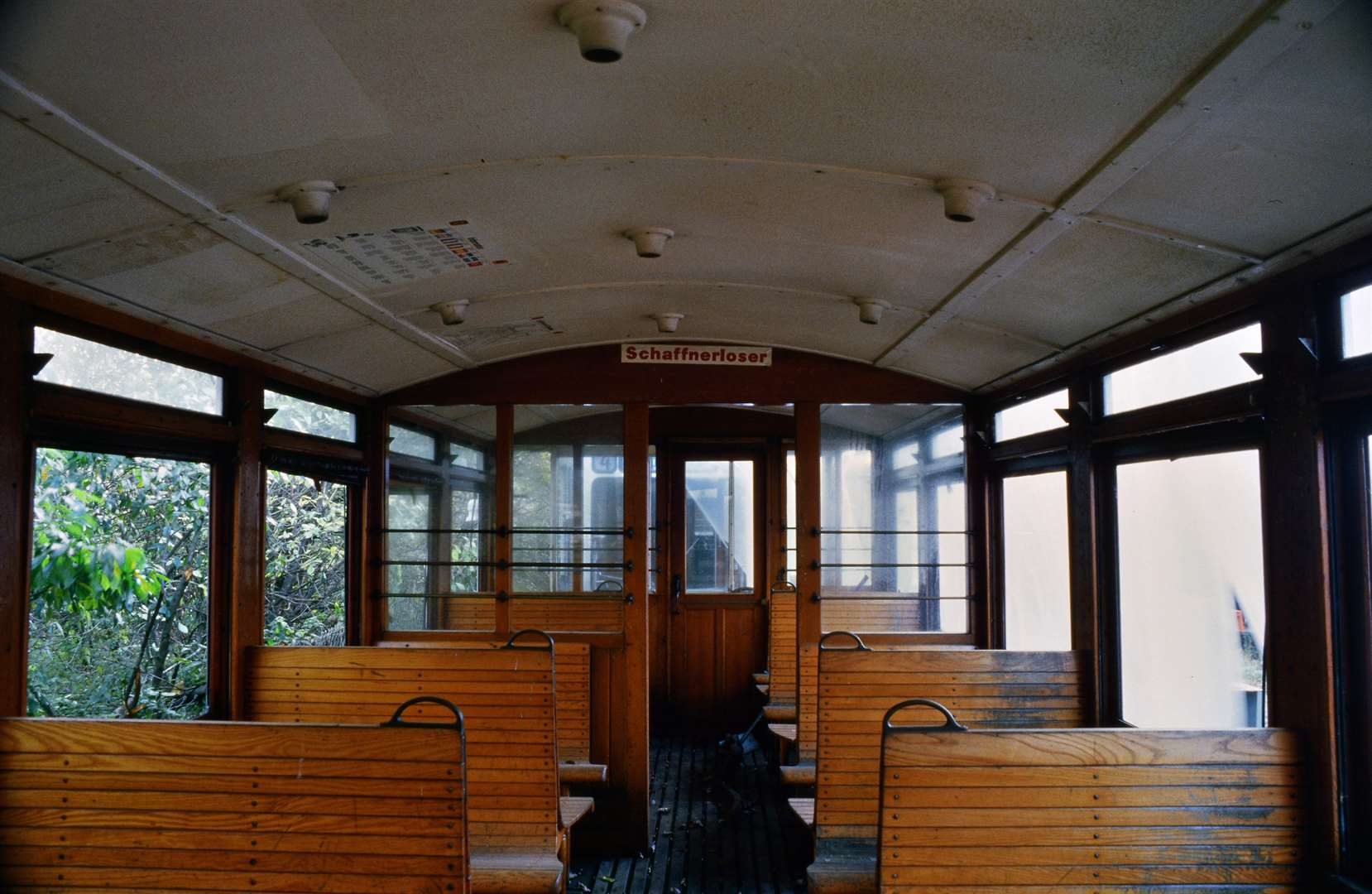
Innenraum des Vorstellwagens 116 mit Hinweis auf den schaffnerlosen Betrieb
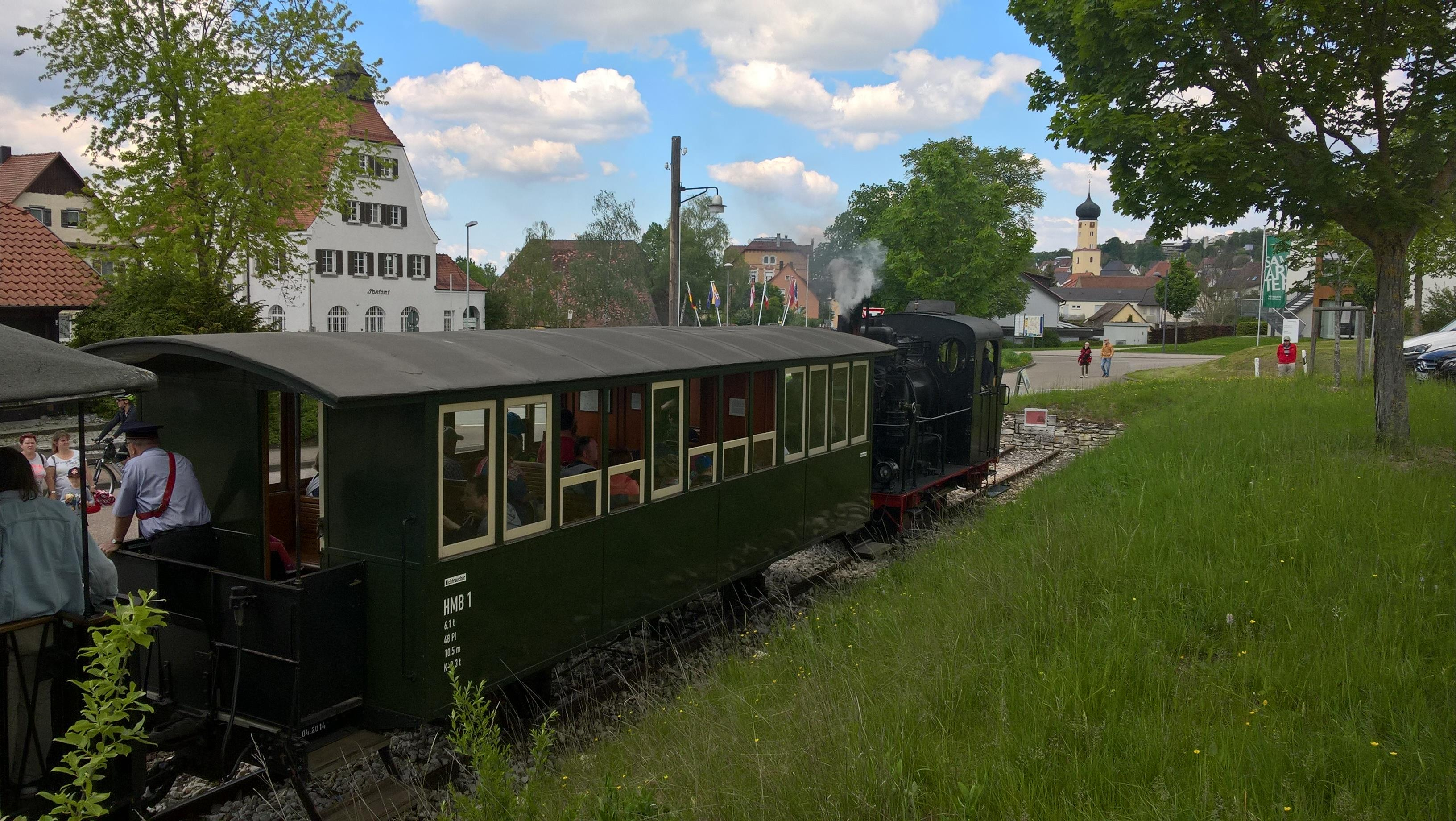
Ehemaliger Vorstellwagen im Adhäsionsbetrieb bei der Härtsfeld-Museumsbahn,

### Elektrische Triebwagen

#### Erste Generation

Triebwagen 1 der ersten elektrischen Generation

1902 erfolgte die Auslieferung der ersten vier elektrischen Triebwagen, die offene Plattformen sowie ein Laternendach aufwiesen. Sie stammten von der Waggonfabrik Herbrand & Cie., erwiesen sich allerdings mit ihrem einzelnen, talseitigen Motor als zu schwach. Der elektrische Planbetrieb konnte so erst 1904 nach Einbau eines zweiten, bergseitigen Motors aufgenommen werden. 1912 folgte schließlich ein fünfter Triebwagen dieses Typs. Triebwagen 109 wird 1954 als letzter dieser Serie außer Dienst gestellt.

#### Zweite Generation
1935 erfolgte die Lieferung der ersten neuen, dreiachsigen Triebwagen mit den Betriebsnummern 101 (im Einsatz bis 1982) und 102 (infolge einiger Schäden 1974 verschrottet). Den Fahrgästen standen dabei erstmals gepolsterte Sitze zur Verfügung, bezogen mit Kunstleder. Mit Triebwagen 103 wird 1937 das erste Fahrzeug der SSB in Ganzstahlbauweise ausgeliefert, es ist noch heute bei einem Privatsammler vorhanden. 1950 erfolgte schließlich die Auslieferung der letzten beiden Triebwagen der zweiten Generation, 104 (heute Museumswagen) und 105 (1995 zerlegt), die technisch der Ausführung von 1935/37 folgten. Der Wagenkasten des kurz zuvor ausgemusterten Triebwagens 102 wurde 1974 als Attraktion auf dem Stuttgarter Faschingsumzug mitgeführt.
Triebwagen 103 wurde 1982 ebenfalls von privaten Sammlern übernommen und ist noch heute im Museum Kiemele in Seifertshofen vorhanden.

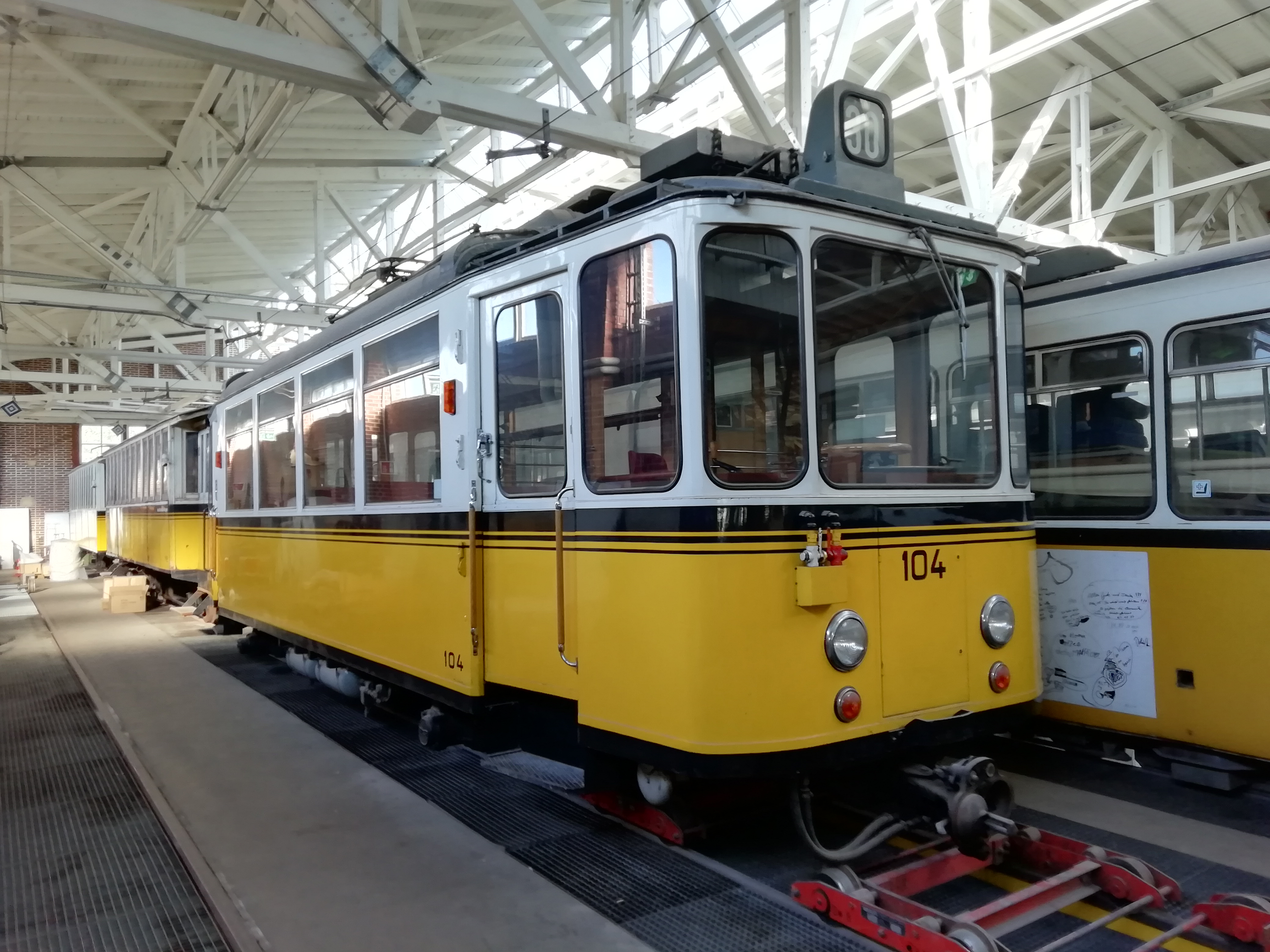
Museumszug aus TW 104 und den BW 118 und 120 im nichtöffentlichen Teil des Straßenbahnmuseums Stuttgart

Der ursprünglich betriebsfähig im Depot an der Filderstraße stationierte Museumszug aus Triebwagen 104 und Vorstellwagen 120, dessen Triebwagen bei den Jubiläumsfahrten 1984 eine irreparable Schädigung der Wicklungsisolation des bergseitigen Motors erlitt, weil ein Fahrgast während der Bergfahrt die talseitige Handbremse festzog, blieb seitdem abgestellt und fand 1995 zusammen mit dem ebenfalls museal erhaltenen Vorstellwagen 118 im neueröffneten Straßenbahnmuseum Zuffenhausen (heute Straßenbahnmuseum Stuttgart) eine neue Bleibe. Politische Initiativen für eine betriebsfähige Wiederaufarbeitung des Zuges blieben seither erfolglos.
Der Museumsverein SMS erwarb 1983 den Wagenkasten des Triebwagens 101 (1997 in Schönau verschrottet) und den Triebwagen 105 (1995 dort zerlegt; eine Antriebseinheit ist heute als Leihgabe im Besitz des Vereins Stuttgarter Historische Straßenbahnen), wobei letzterer noch bis Ende 1983 als Betriebsreserve bei der Zahnradbahn verblieb.
Am 29. April 1983 bildete er zusammen mit dem Wagen 118 den letzten planmäßig eingesetzten Zahnradbahnzug aus Altbautriebwagen und Vorstellwagen. 1984 fuhr dann, im Rahmen der 100-Jahr-Feier, zum letzten Mal überhaupt ein traditioneller Zahnradbahnzug, gebildet aus dem bis dahin betriebsfähig vorgehaltenen Triebwagen 104 und dem Vorstellwagen 120.

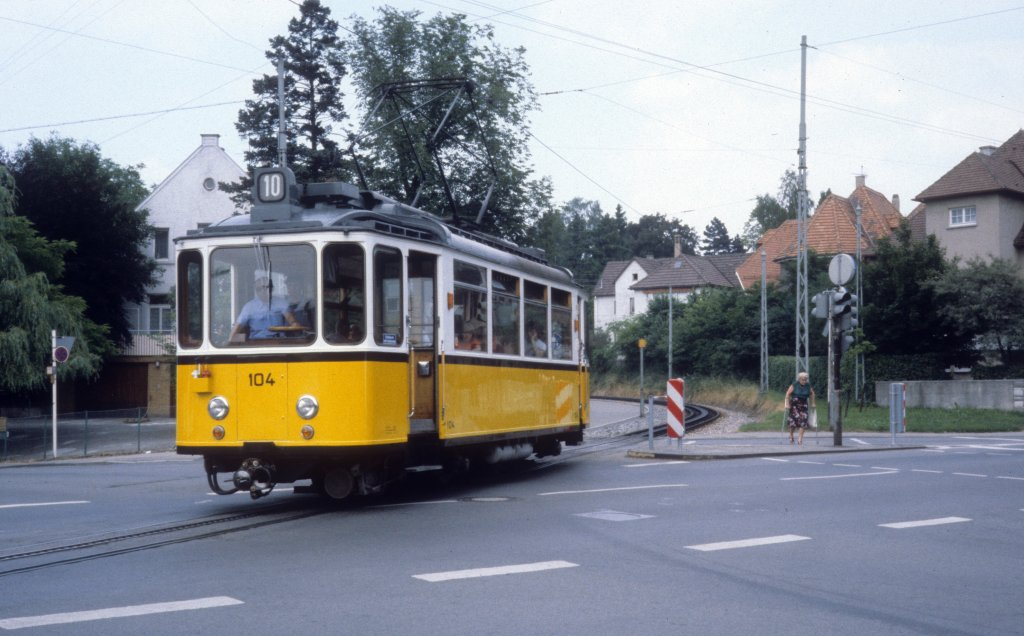
Wagen 104 im Einsatz (1979)
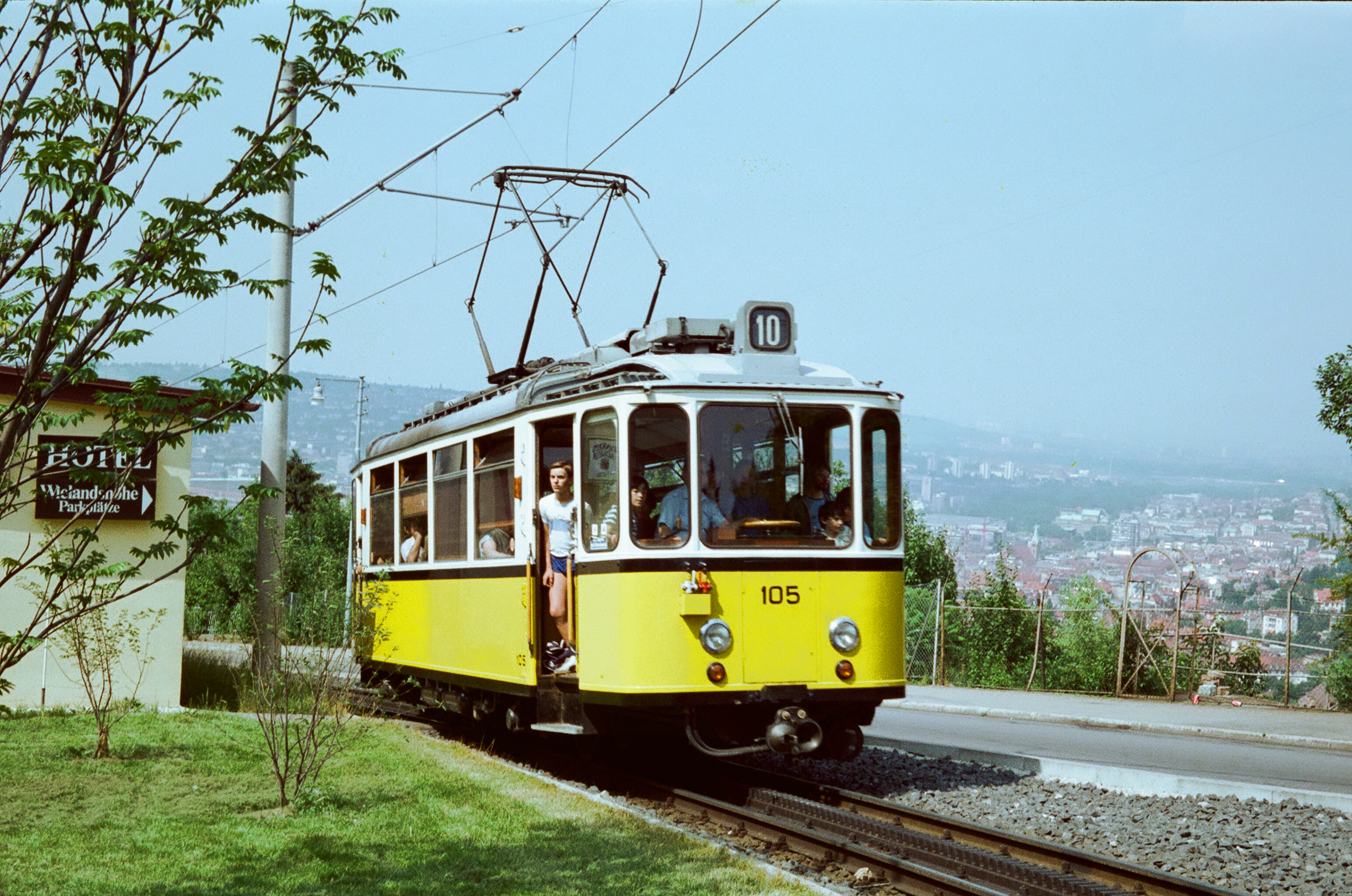
Wagen 105 im Einsatz (1983)
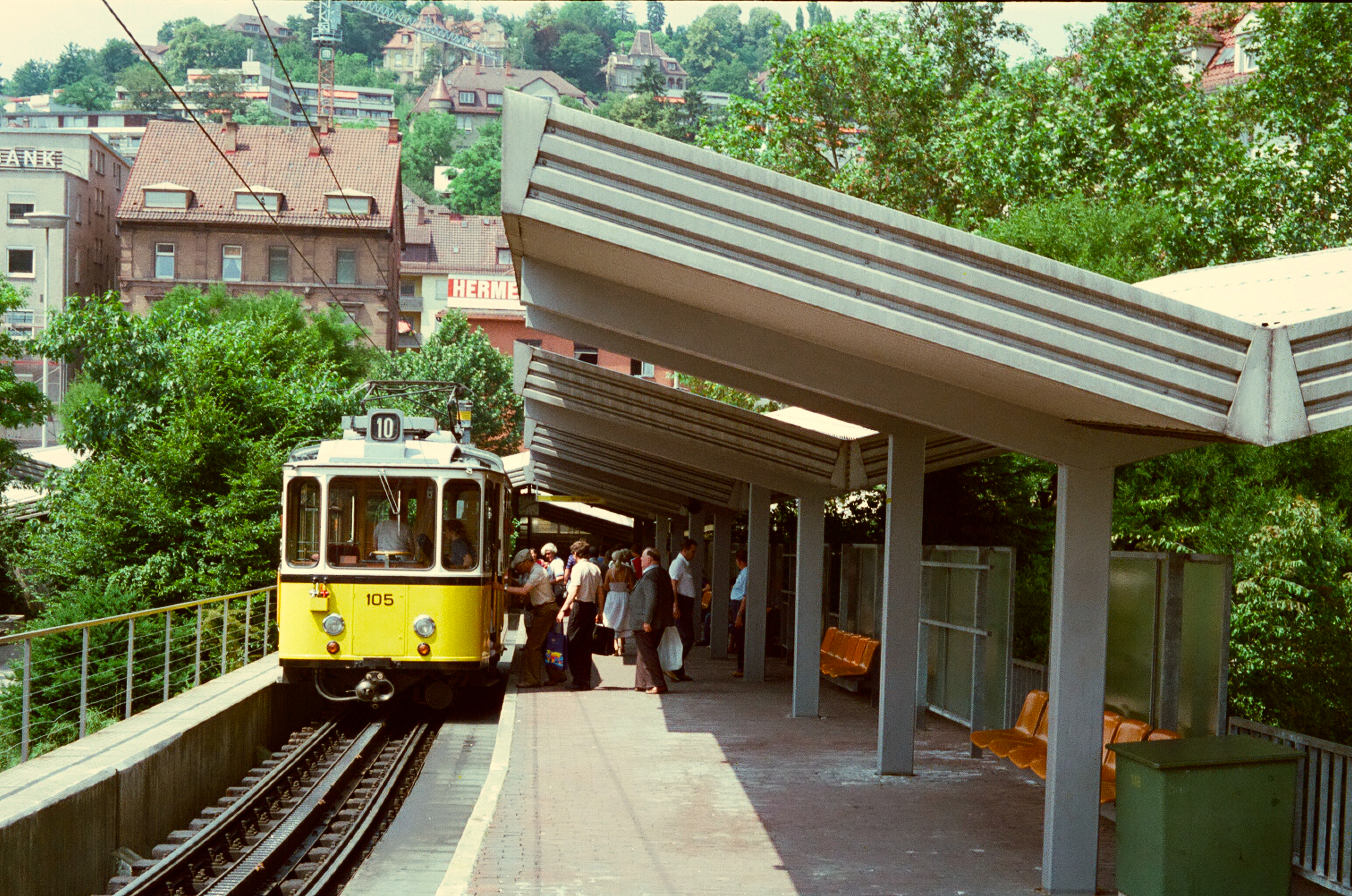
Wagen 105 am Marienplatz (1980)
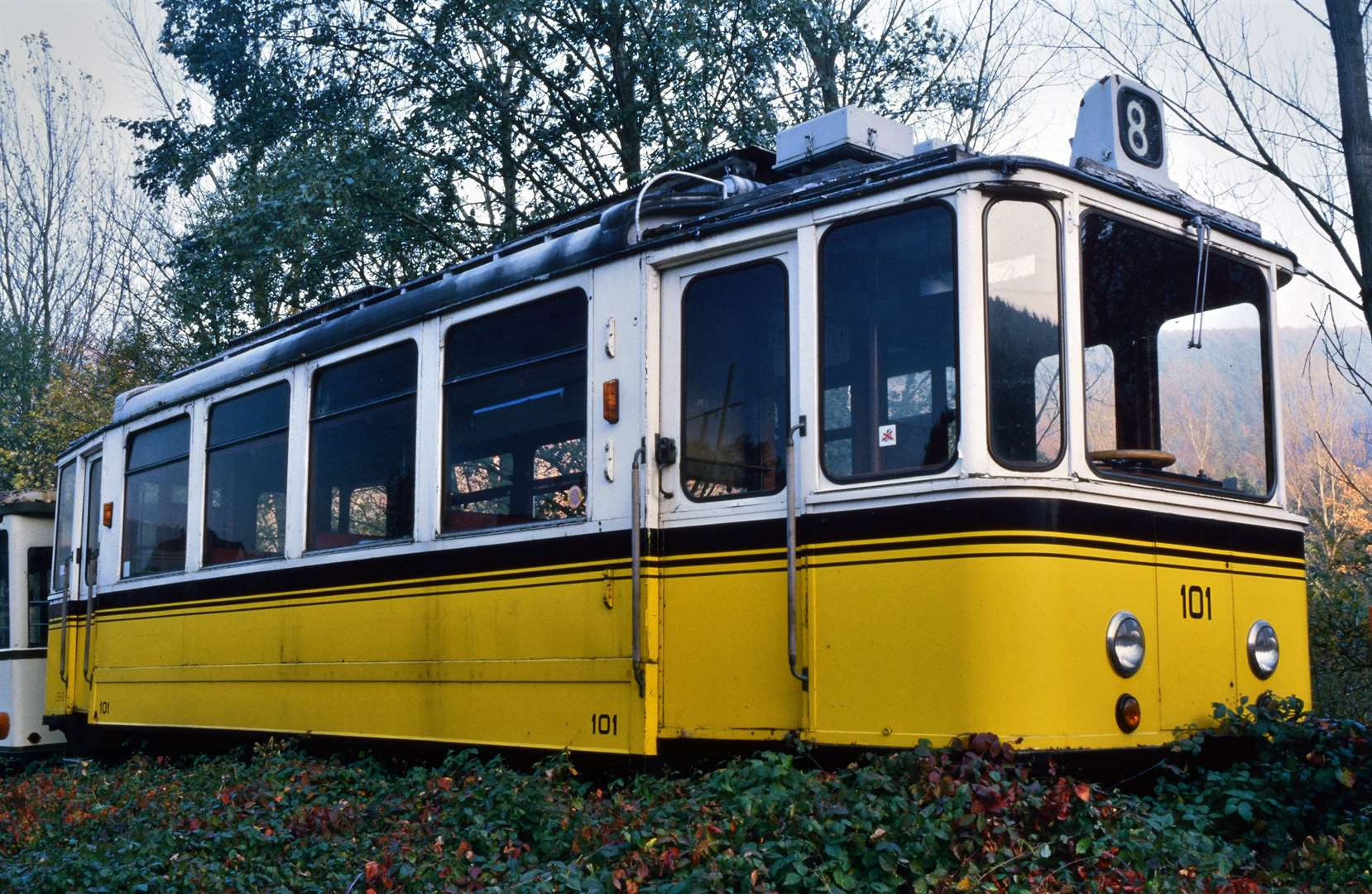
Wagen 101 …
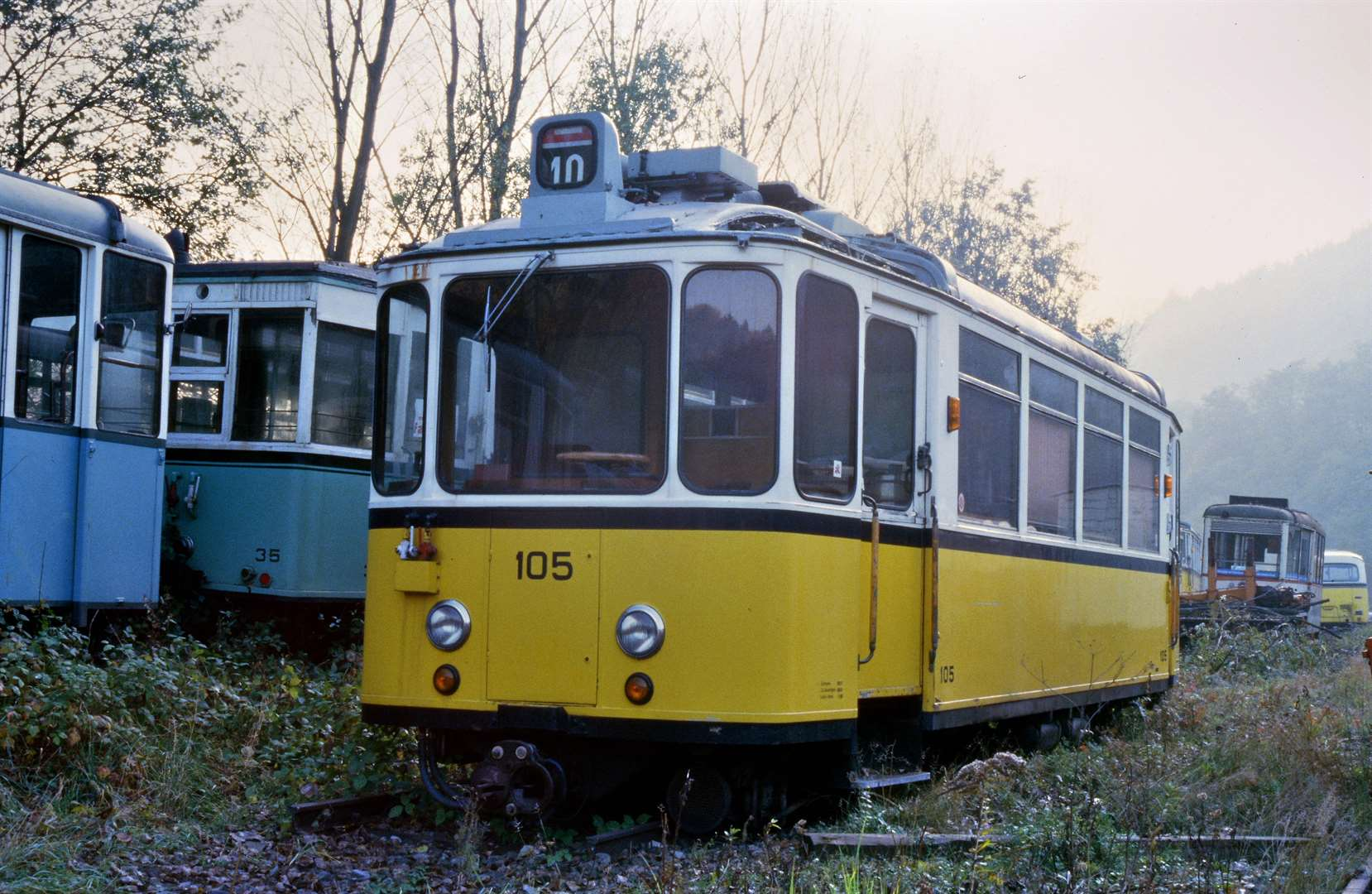
… und Wagen 105 in Schönau (1984)
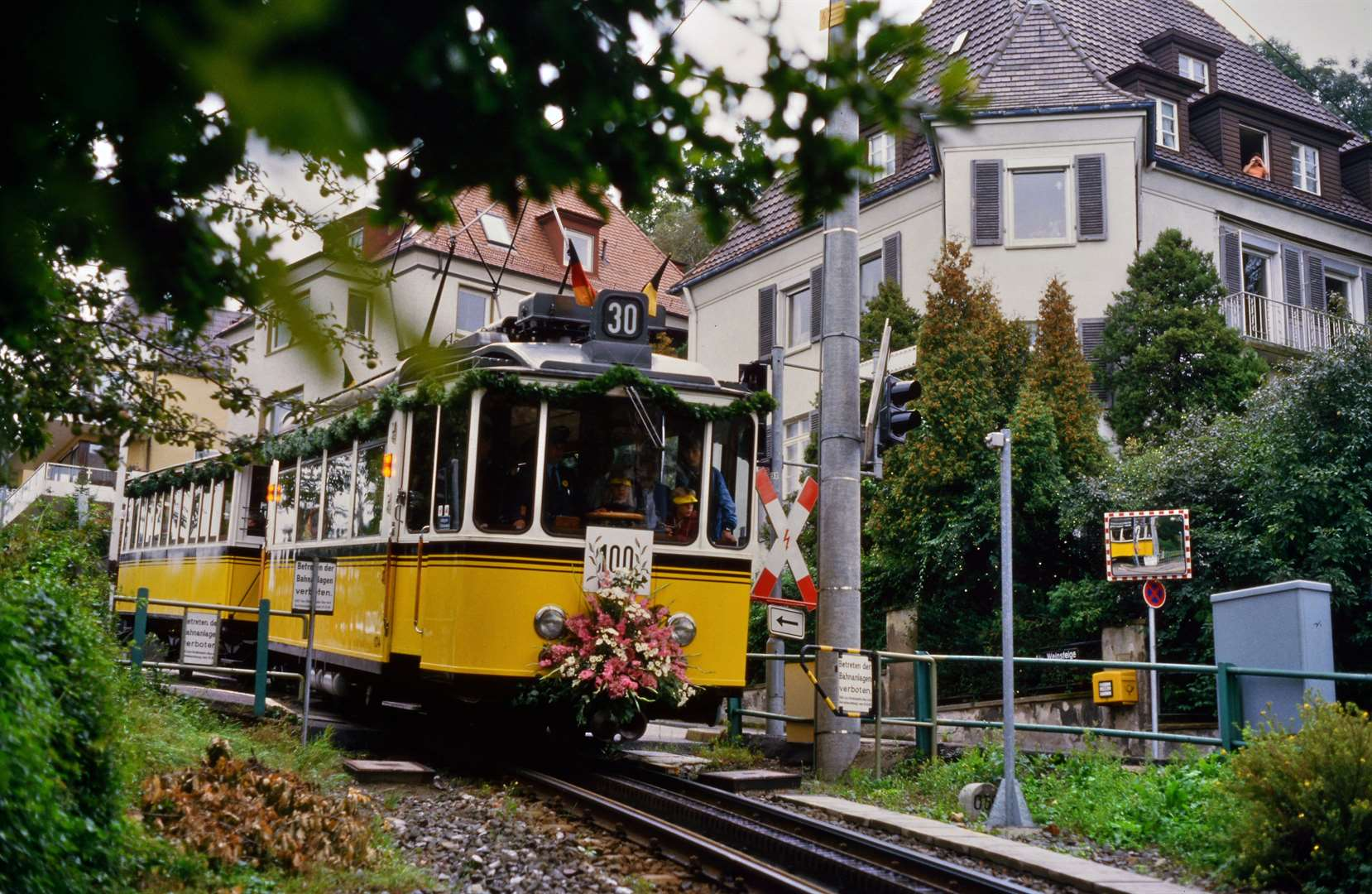
Fahrt des letzten traditionellen Zuges zur 100-Jahr-Feier 1984

#### Dritte Generation
1982 führten die SSB mit den drei hochflurigen Triebwagen des Typs ZT 4 im Design der damals neuen Stadtbahn-Triebwagen des Typs DT 8 die dritte Generation elektrischer Zahnradbahn-Triebwagen ein. Einige Jahre später folgten ergänzend drei Fahrradvorstellwagen. Im Mai 2023 wurden die Triebwagen der dritten Generation vollständig durch die neuen ZT 4.2 ersetzt. Wagen 1003 ist fortan im Straßenbahnmuseum Stuttgart untergebracht.

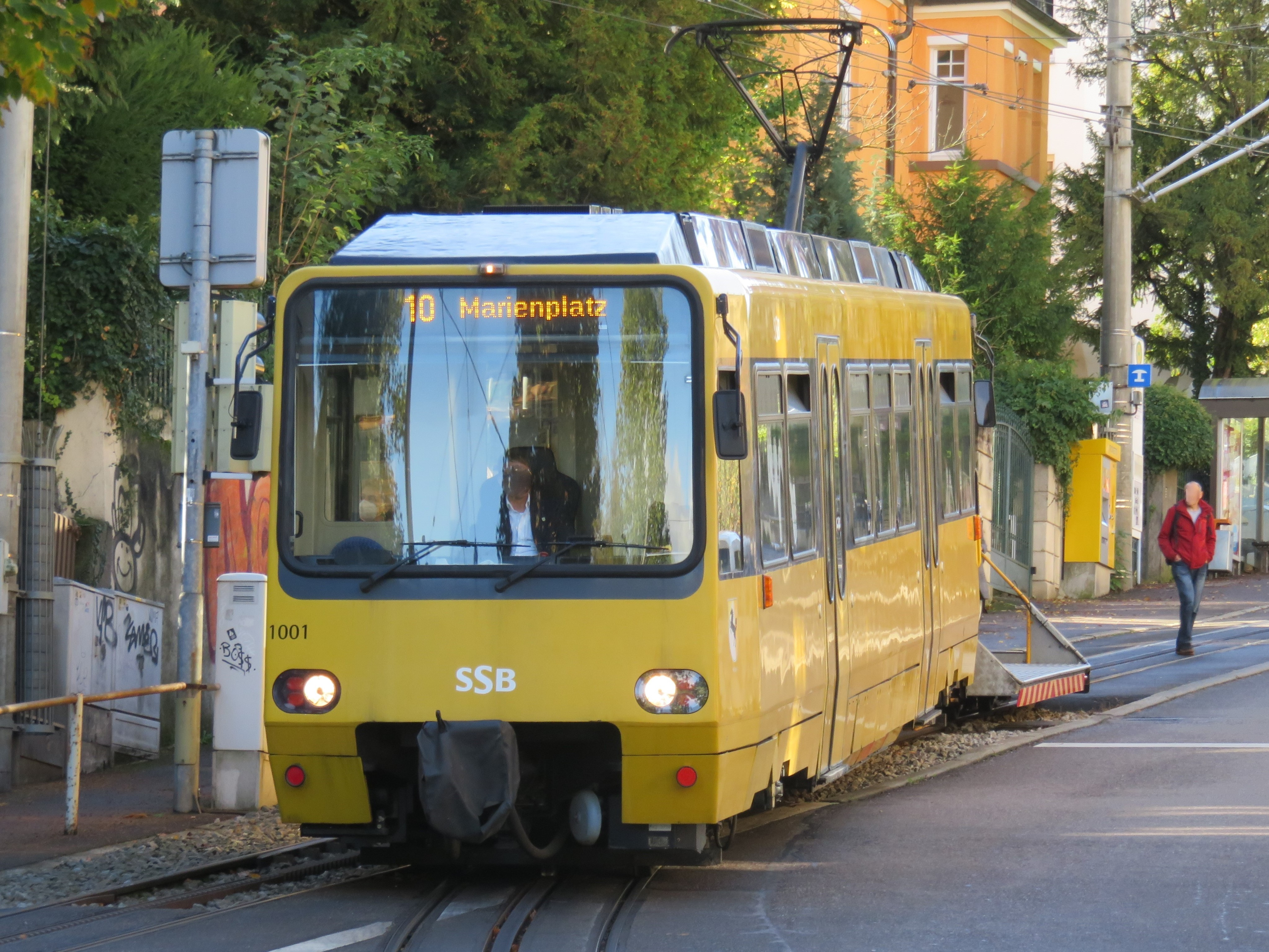
Wagen 1001
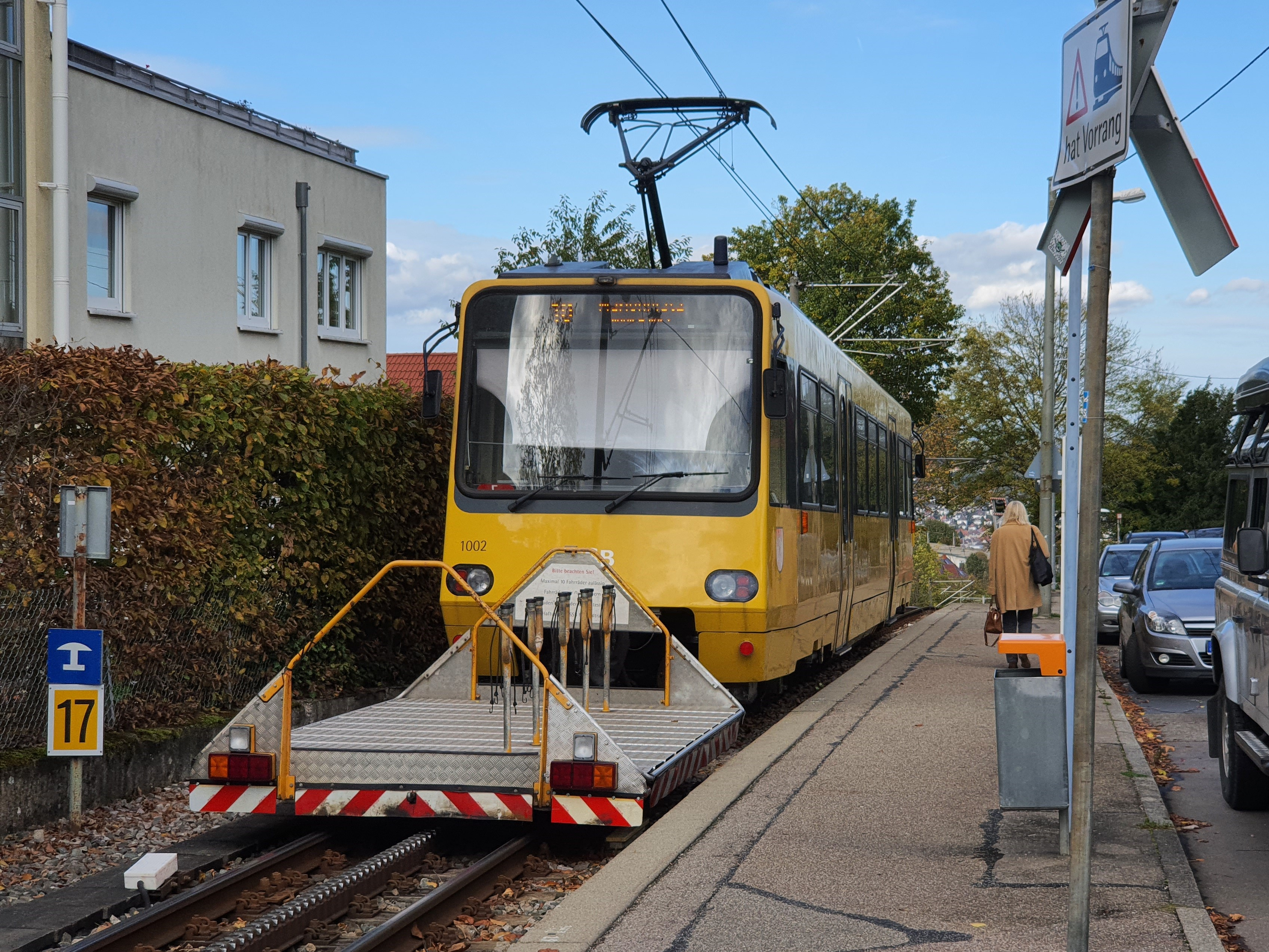
Wagen 1002
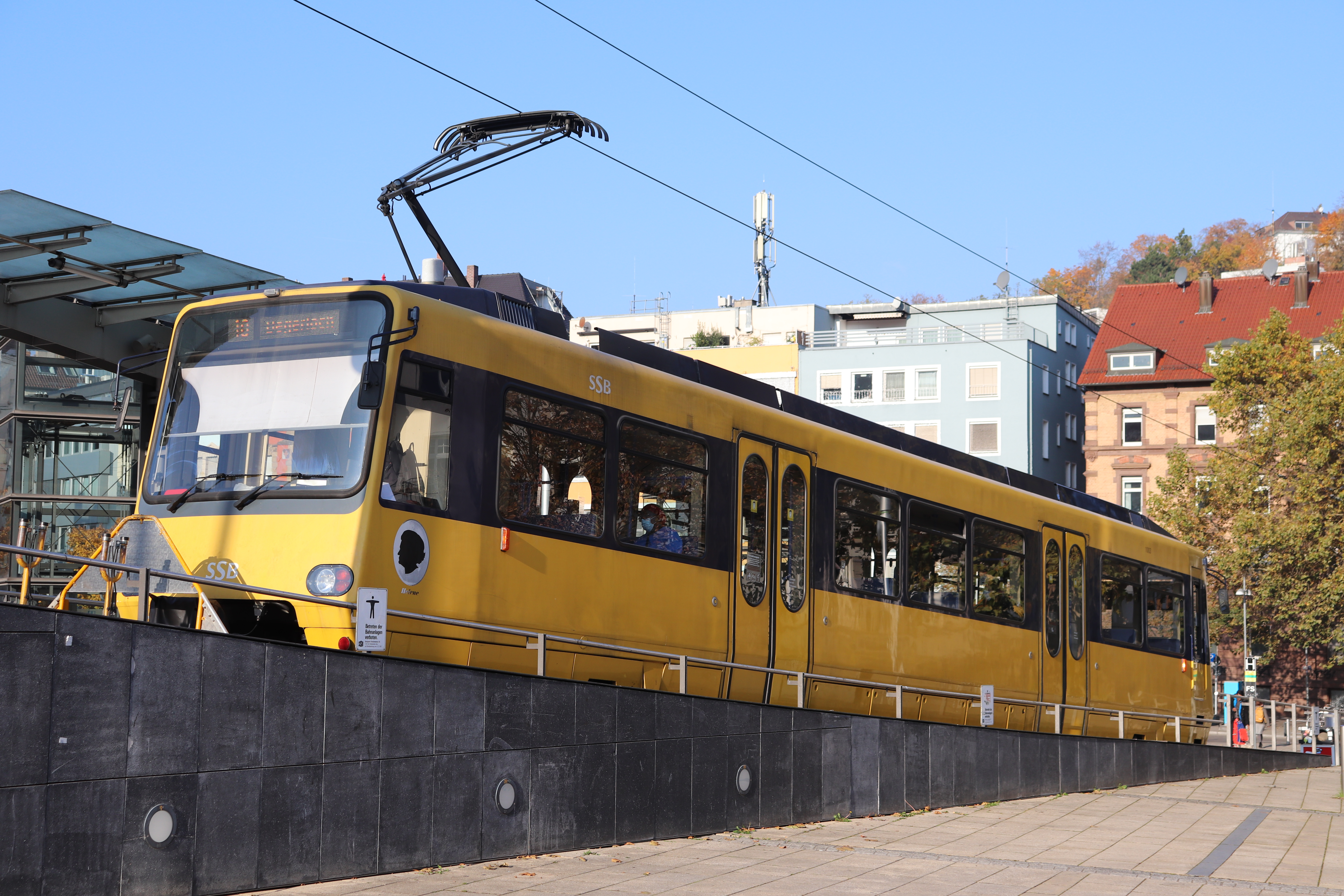
Wagen 1003

#### Vierte Generation
2018 bestellten die SSB beim Schweizer Hersteller Stadler drei neue Zahnradbahn-Triebwagen samt Fahrradvorstellwagen im Design der neueren Stadtbahn-Generationen DT 8.12–15. Die Wagen wurden zwischen Oktober 2021 und Juli 2022 angeliefert und ab Juli 2022 zugelassen. Der erste Wagen ist seit Oktober 2022 im Einsatz. Im Mai 2023 folgte die vollständige Ablösung der dritten Fahrzeuggeneration.
Anders als die Vorgängergeneration ZT 4 haben die neuen ZT 4.2 einen abgesenkten Fahrgastbereich mit 40 cm Fußbodenhöhe, welcher nahezu barrierefrei erreichbar ist. Wegen der topografisch bedingten teils starken Neigung der Haltestellen sind die formalen Anforderungen der Barrierefreiheit weiterhin nicht herstellbar, unabhängig von den eingesetzten Fahrzeugen. Um einen niveaugleichen Einstieg zu ermöglichen, sollen die Bahnsteige der Haltestellen umgebaut werden. Für den Unterhalt der neuen Wagen waren Umbauten am Depot erforderlich, da mehr Aggregate auf dem Wagendach angeordnet sind.

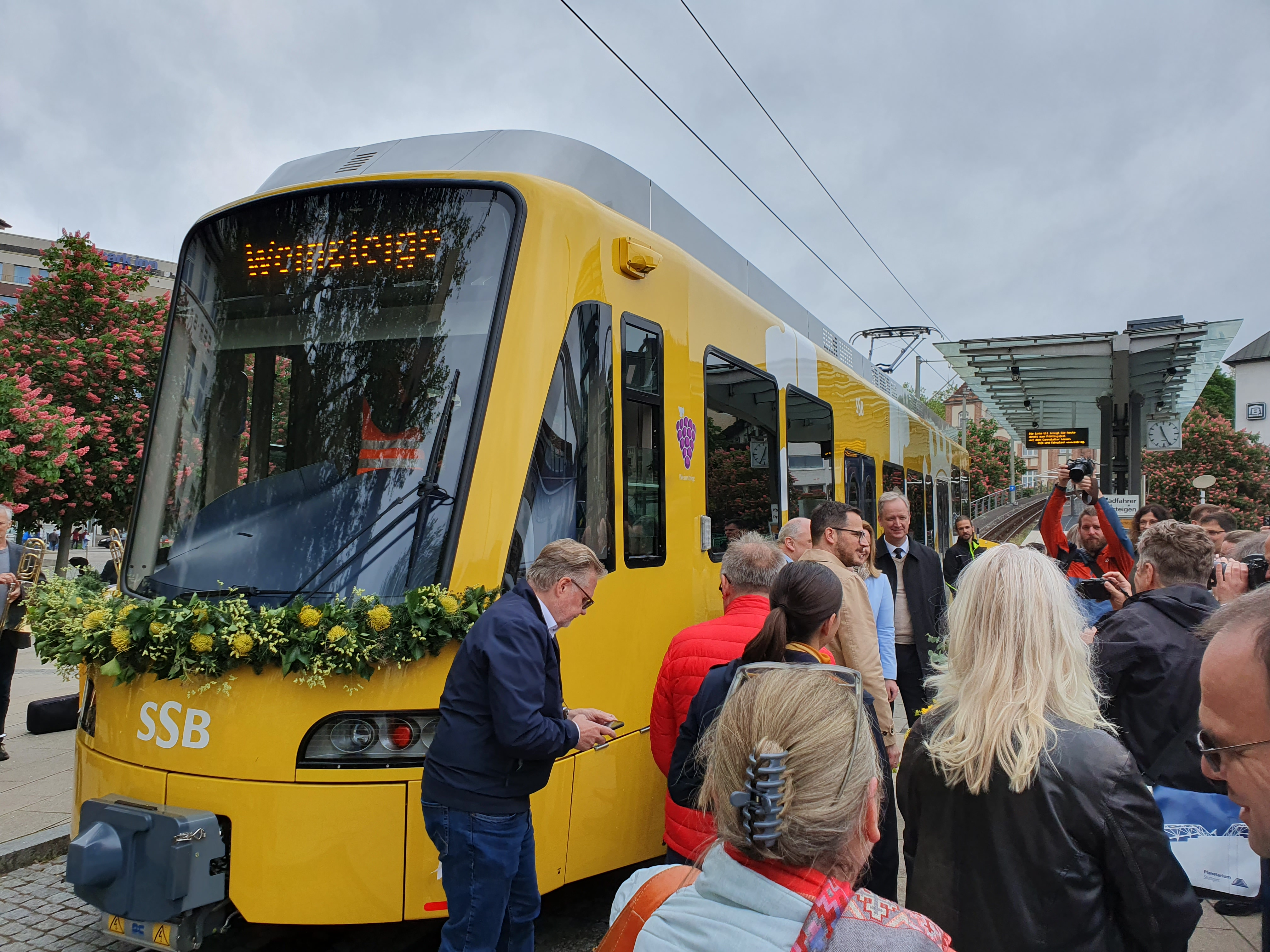
Wagen 1101
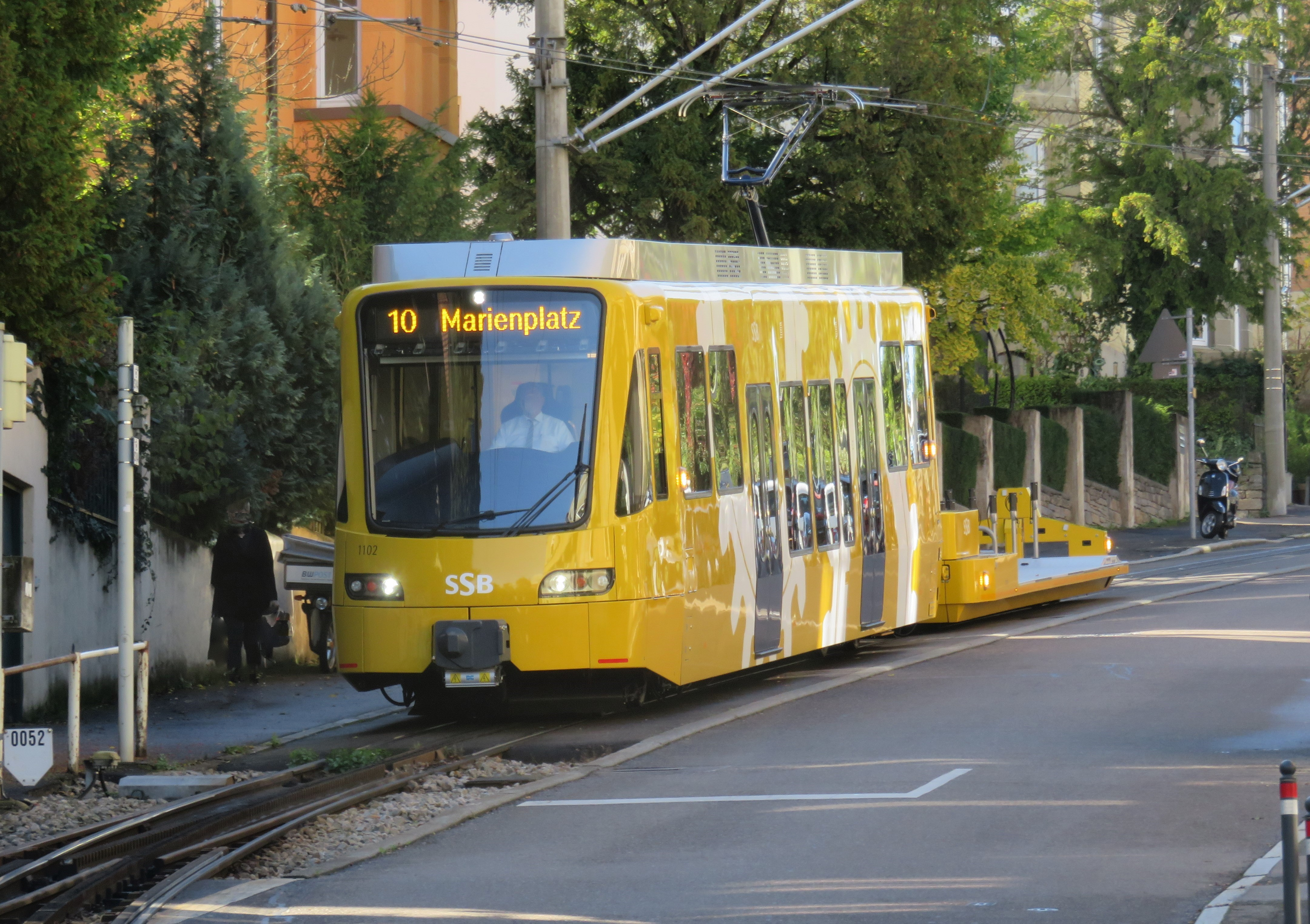
Wagen 1102
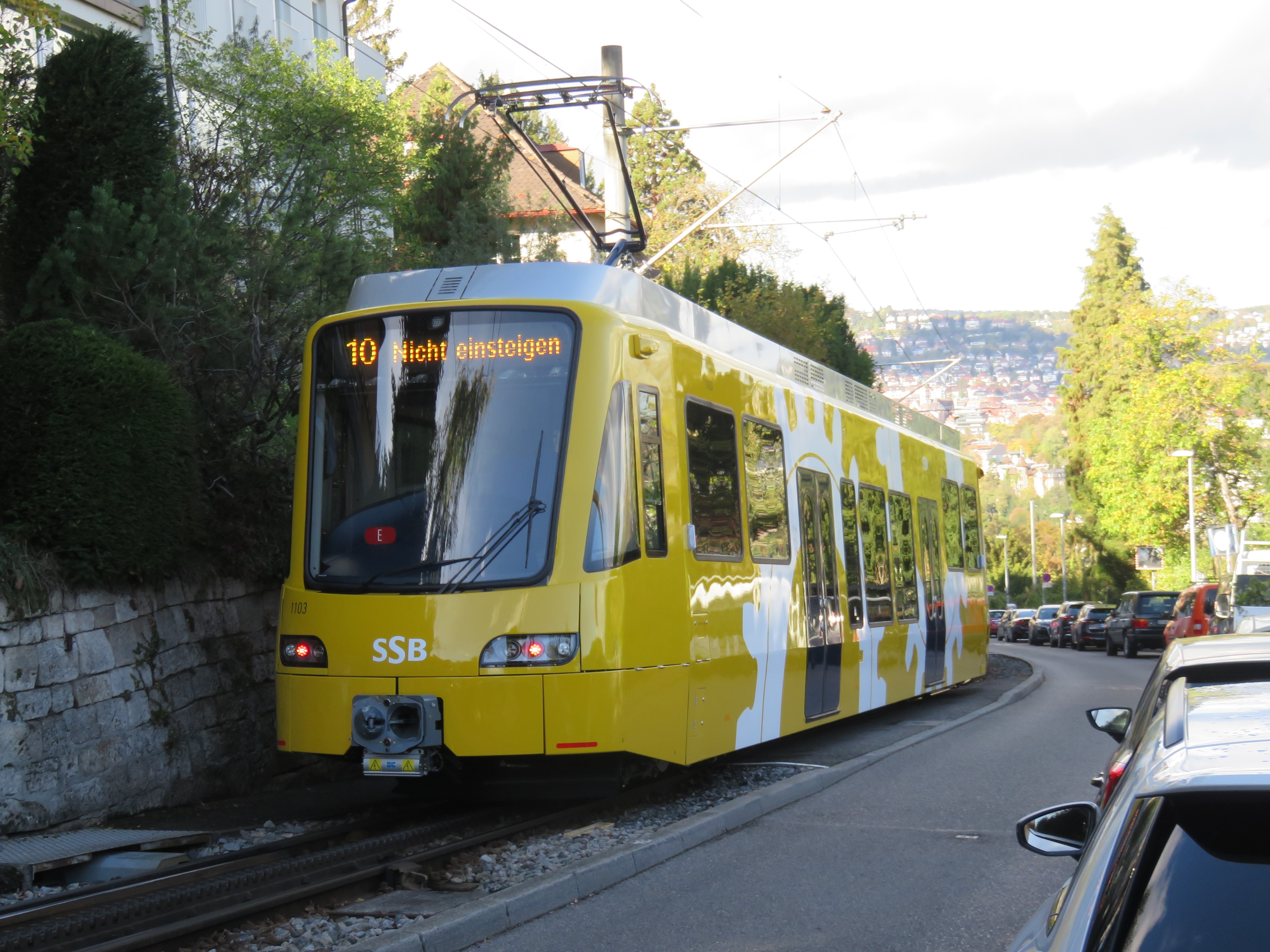
Wagen 1103

## Trivia
Der Stuttgarter Lokalmusiker Nasim Kholti widmete der Zahnradbahn 2025 seinen Song „Zacke geht steil“.